# Allevard
Ne doit pas être confondu avec Arvillard.
Allevard est une commune française située dans le département de l'Isère en région Auvergne-Rhône-Alpes, autrefois rattachée à l'ancienne province du Dauphiné. La commune est également connue sous le nom d'Allevard-les-Bains, en raison de la présence d'un service de cure thermale.
Cette petite ville, dont le territoire est en grande partie de nature urbaine, mais qui comporte aussi de très importantes zones rurales éparses, est, aujourd'hui, rattachée à l'arrondissement de Grenoble et au canton du Haut-Grésivaudan. Allevard est également une commune adhérente de la communauté de communes du Pays du Grésivaudan, une des principales communautés de communes rurales et périurbaines de l'Isère, autant par sa superficie que par son nombre d'habitants.
Géographiquement, la ville se situe au pied de la chaîne de Belledonne, au nord-est du département de l'Isère, à quelques kilomètres des limites du département de la Savoie, au cœur de la vallée qui porte son nom.

## Géographie

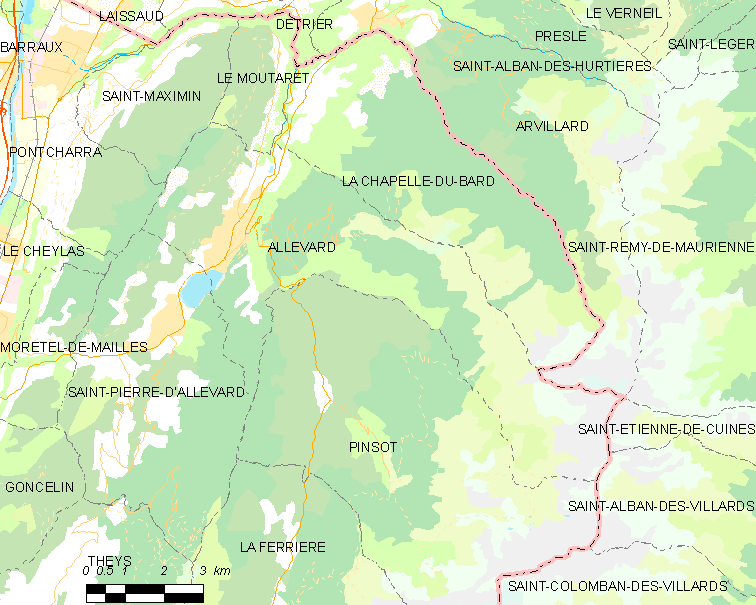
Plan d'Allevard.

### Situation
Le territoire de la commune d'Allevard est situé dans le Sud-Est de la France, dans le département de l'Isère, au pied de la chaîne de Belledonne, dans la vallée d'Allevard, dans l'ancienne province du Dauphiné.
La mairie d'Allevard est distante de 40 km de Grenoble, chef-lieu du département de l'Isère, sa distance avec Lyon, chef-lieu de la région Auvergne-Rhône-Alpes est de 136 km. La commune est  située à 348 km, de Marseille, port maritime le plus proche et à 606 km de Paris. Toutes ces distances ayant été calculées par la route.

### Description
Petite ville nichée au fond d'une vallée glaciaire assez resserrée, dominée par de hauts sommets alpins elle est traversée par un torrent alpin au débit rapide, le Bréda. Allevard doit en grande partie son développement économique et donc urbain au développement de forges liées à une activité sidérurgique, puis à la création de thermes municipaux, ces établissements étant tous situés sur son territoire. Le bourg central rassemble une très grande partie de la population communale, il est entouré nombreux hameaux.
La commune héberge  sur son territoire la station de sports d'hiver du Collet d'Allevard située à environ 11,5 km au nord-est du bourg central. La superficie de la commune est de 3 462 hectares et sa superficie agricole utilisée en 2010, était de 97 hectares.

### Géologie et relief

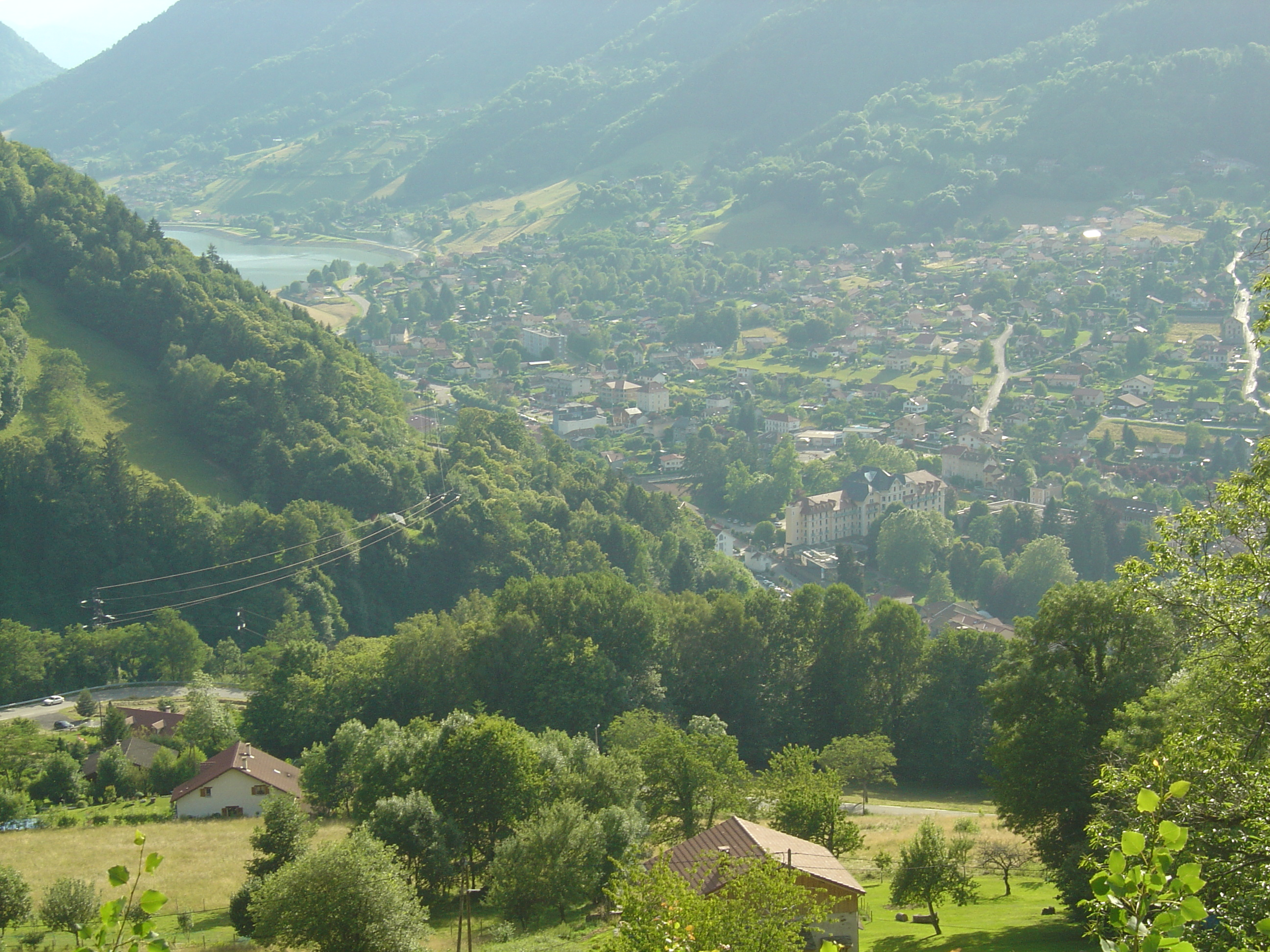
Vue sur une partie de la ville d'Allevard-les-Bains depuis la route du Collet d'Allevard.

Le territoire d'Allevard se positionne sur une élévation de terrain dénommée « balcon de Belledonne ». Ce secteur du massif s'abaisse plus bas que le secteur du col du Barioz dont il est pourtant la continuité au nord, en raison d'un creusement effectué par le torrent du Bréda s'écoulant du cœur du massif, dont le bassin rassemble une grande partie des eaux s'écoulant du versant occidental de ce massif cristallin.
Les premières pentes orientales dominant le bourg d'Allevard ont pour substrat les calcaires plus ou moins argileux des divers niveaux du Lias, ceux-ci étant séparés du socle cristallin sous-jacent par le niveau des gypses et des roches sédimentaires du Trias. Ces couches s'abaissent vers l'ouest de façon plus nette que la surface topographique, de sorte que le torrent du Bréda parvient à les traverser rapidement, juste après la sortie de ses gorges.
Durant la surrection de la chaîne alpine de Belledonne qui se déclencha durant l'ère cénozoïque (Orogenèse alpine), des eaux chaudes circulent dans des failles, entraînant ainsi la dissolution de différents métaux tels que le fer et le cuivre présents à l'état de traces dans les roches, qu'elles déplacent puis déposent de façon plus concentrée quand elles circulent dans des zones moins profondes et moins chaudes. Ses veines de sidérite ont la particularité d'affleurer en surface en de nombreux endroits, ce qui a permis une exploitation de ce minerai dès l'époque médiévale et la mise en place d'une industrie métallurgique intense qui se développa dans la vallée du Haut Bréda.

#### Sites géologiques remarquables
En 2014, plusieurs sites géologiques remarquables sont classés à l'« Inventaire du patrimoine géologique » :
- Le site d'intérêt hydrothermal, nommé «sources et système hydrothermominéral d'Allevard» est un classé « deux étoiles » à l'« Inventaire du patrimoine géologique».
- Les « mines de fer d'Allevard La Rochette et le sentier du fer » sont un site géologique remarquable de 5,33 hectares qui se trouve sur les communes de Pinsot et d'Allevard (aux lieux-dits  Les Ayettes et Montouvrard). En 2014, le site est classé « trois étoiles » à l'« Inventaire du patrimoine géologique ». Allevard et sa région minière sont renommées en particulier pour la sidérite.

### Hydrographie

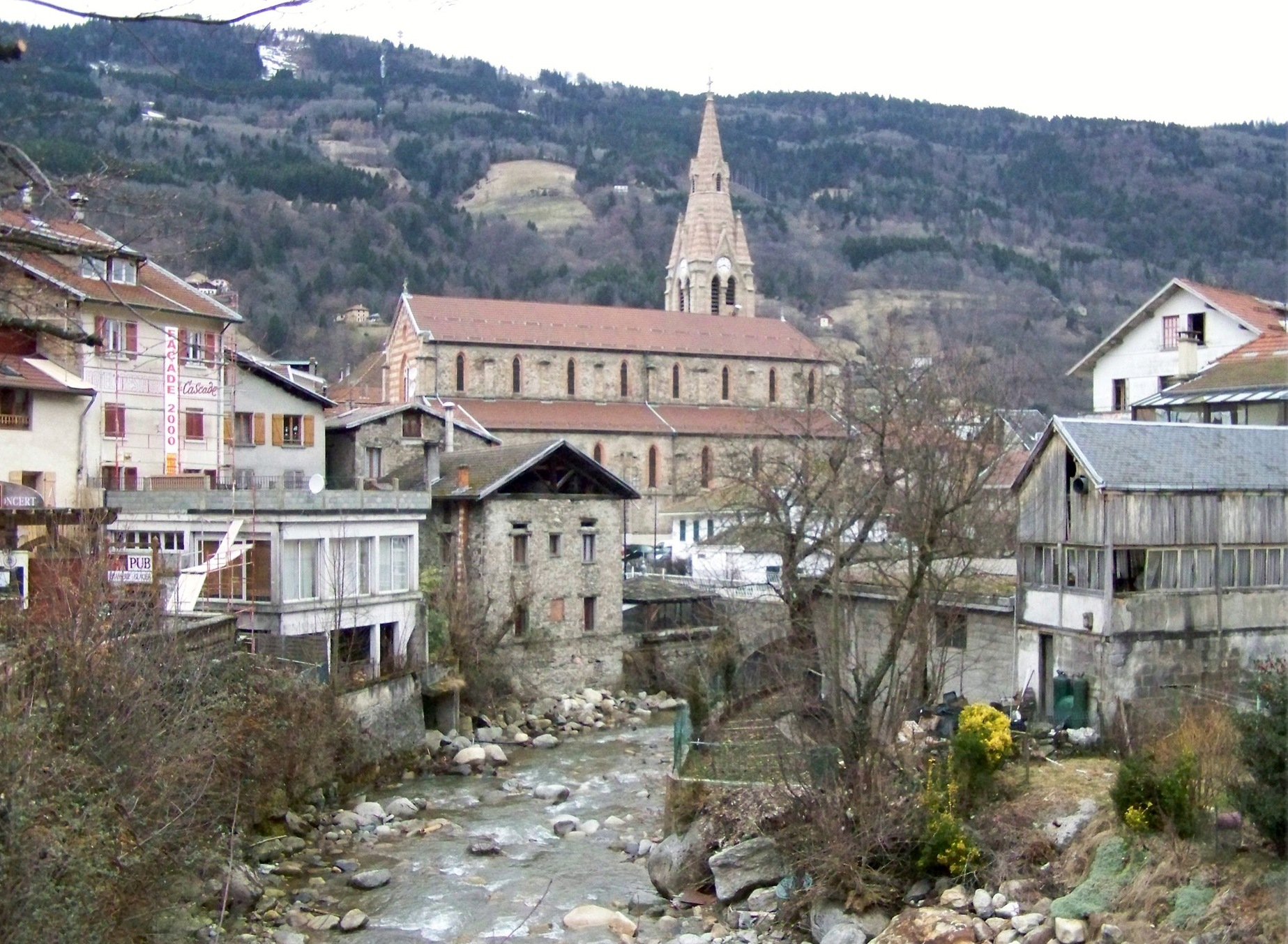
Le Bréda dans sa traversée d'Allevard.

Le territoire communal est traversé par un torrent alpin et divers rus et ruisseaux qui sont tous ses affluents. Le Breda est un torrent d'une longueur de 32,1 kilomètres. Cette rivière prend sa source à l'est des Pointes du Mouchillon (2 347 m) dans le massif d'Allevard avant de traverser la commune puis de rejoindre l'Isère.
Il reçoit :
- le Veyton, d'une longueur de 11,6 kilomètres[6] ;
- le ruisseau de la Jeannotte, d'une longueur de 2 kilomètres[7] ;
- le Buisson, d'une longueur de 5 kilomètres[8].

Le lac du Flumet, plus exactement le bassin artificiel du Flumet, est situé au sud du territoire de la commune, partagé avec le territoire de la commune de Crêts en Belledonne. Avant sa création, le ruisseau du Flumet qui drainait les « marais de Saint-Pierre » se jetait dans le Bréda.

### Climat
Pour des articles plus généraux, voir Climat d'Auvergne-Rhône-Alpes et Climat de l'Isère.
En 2010, le climat de la commune est de type climat de montagne, selon une étude du Centre national de la recherche scientifique s'appuyant sur une série de données couvrant la période 1971-2000. En 2020, Météo-France publie une typologie des climats de la France métropolitaine dans laquelle la commune est exposée à un climat de montagne ou de marges de montagne et est dans la région climatique Alpes du nord, caractérisée par une pluviométrie annuelle de 1 200 à 1 500 mm, irrégulièrement répartie en été.
Pour la période 1971-2000, la température annuelle moyenne est de 10,3 °C, avec une amplitude thermique annuelle de 18,9 °C. Le cumul annuel moyen de précipitations est de 1 417 mm, avec 9,7 jours de précipitations en janvier et 8,4 jours en juillet. Pour la période 1991-2020, la température moyenne annuelle observée sur la station météorologique de Météo-France la plus proche, « Pipay_sapc », sur la commune de Theys à 12 km à vol d'oiseau, est de 6,3 °C et le cumul annuel moyen de précipitations est de 1 545,8 mm,. Pour l'avenir, les paramètres climatiques de la commune estimés pour 2050 selon différents scénarios d'émission de gaz à effet de serre sont consultables sur un site dédié publié par Météo-France en novembre 2022.

#### Tableaux des températures minimales et maximales sur trois années
- 2013

| Mois                              | jan. | fév. | mars | avril | mai  | juin | jui. | août | sep. | oct. | nov. | déc. |
| --------------------------------- | ---- | ---- | ---- | ----- | ---- | ---- | ---- | ---- | ---- | ---- | ---- | ---- |
| Température minimale moyenne (°C) | −1,4 | −1,5 | 2,2  | 6,4   | 8,2  | 12,3 | 15,8 | 14,3 | 11   | 10,2 | 3,4  | −2,2 |
| Température maximale moyenne (°C) | 5,3  | 5,2  | 10,3 | 16,3  | 17,3 | 24,1 | 29,5 | 26,8 | 22,4 | 18,3 | 9,9  | 9,5  |

- 2015

| Mois                              | jan. | fév. | mars | avril | mai  | juin | jui. | août | sep. | oct. | nov. | déc. |
| --------------------------------- | ---- | ---- | ---- | ----- | ---- | ---- | ---- | ---- | ---- | ---- | ---- | ---- |
| Température minimale moyenne (°C) | −0,2 | −0,5 | 3,6  | 6     | 10,5 | 14,3 | 17   | 15,1 | 10,4 | 7,5  | 2,7  | −0,6 |
| Température maximale moyenne (°C) | 7,3  | 7    | 13,7 | 18,4  | 21,8 | 27,1 | 31,5 | 27,4 | 21,6 | 15,6 | 12,5 | 9,5  |

- 2017

| Mois                              | jan. | fév. | mars | avril | mai  | juin | jui. | août | sep. | oct. | nov. | déc. |
| --------------------------------- | ---- | ---- | ---- | ----- | ---- | ---- | ---- | ---- | ---- | ---- | ---- | ---- |
| Température minimale moyenne (°C) | −3   | 1,8  | 4,4  | 4,5   | 9,9  | 15,7 | 15,6 | 15,2 | 9,1  | 5,7  | 2,2  | −0,4 |
| Température maximale moyenne (°C) | 3,4  | 12,3 | 16,3 | 18,1  | 22,2 | 28,1 | 28,1 | 27,7 | 20,8 | 19,1 | 10   | 6    |

## Urbanisme

### Typologie
Au 1er janvier 2024, Allevard est catégorisée petite ville, selon la nouvelle grille communale de densité à sept niveaux définie par l'Insee en 2022.
Elle appartient à l'unité urbaine d'Allevard, une agglomération inter-départementale regroupant neuf  communes, dont elle est ville-centre,,. Par ailleurs la commune fait partie de l'aire d'attraction de Grenoble, dont elle est une commune de la couronne,. Cette aire, qui regroupe 204 communes, est catégorisée dans les aires de 700 000 habitants ou plus (hors Paris),.

### Occupation des sols
L'occupation des sols de la commune, telle qu'elle ressort de la base de données européenne d’occupation biophysique des sols Corine Land Cover (CLC), est marquée par l'importance des forêts et milieux semi-naturels (86,8 % en 2018), en diminution par rapport à 1990 (88,6 %). La répartition détaillée en 2018 est la suivante : 
forêts (55,9 %), milieux à végétation arbustive et/ou herbacée (20,7 %), espaces ouverts, sans ou avec peu de végétation (10,2 %), zones agricoles hétérogènes (6,3 %), zones urbanisées (5,1 %), prairies (1,4 %), eaux continentales (0,4 %). L'évolution de l’occupation des sols de la commune et de ses infrastructures peut être observée sur les différentes représentations cartographiques du territoire : la carte de Cassini (XVIIIe siècle), la carte d'état-major (1820-1866) et les cartes ou photos aériennes de l'IGN pour la période actuelle (1950 à aujourd'hui).

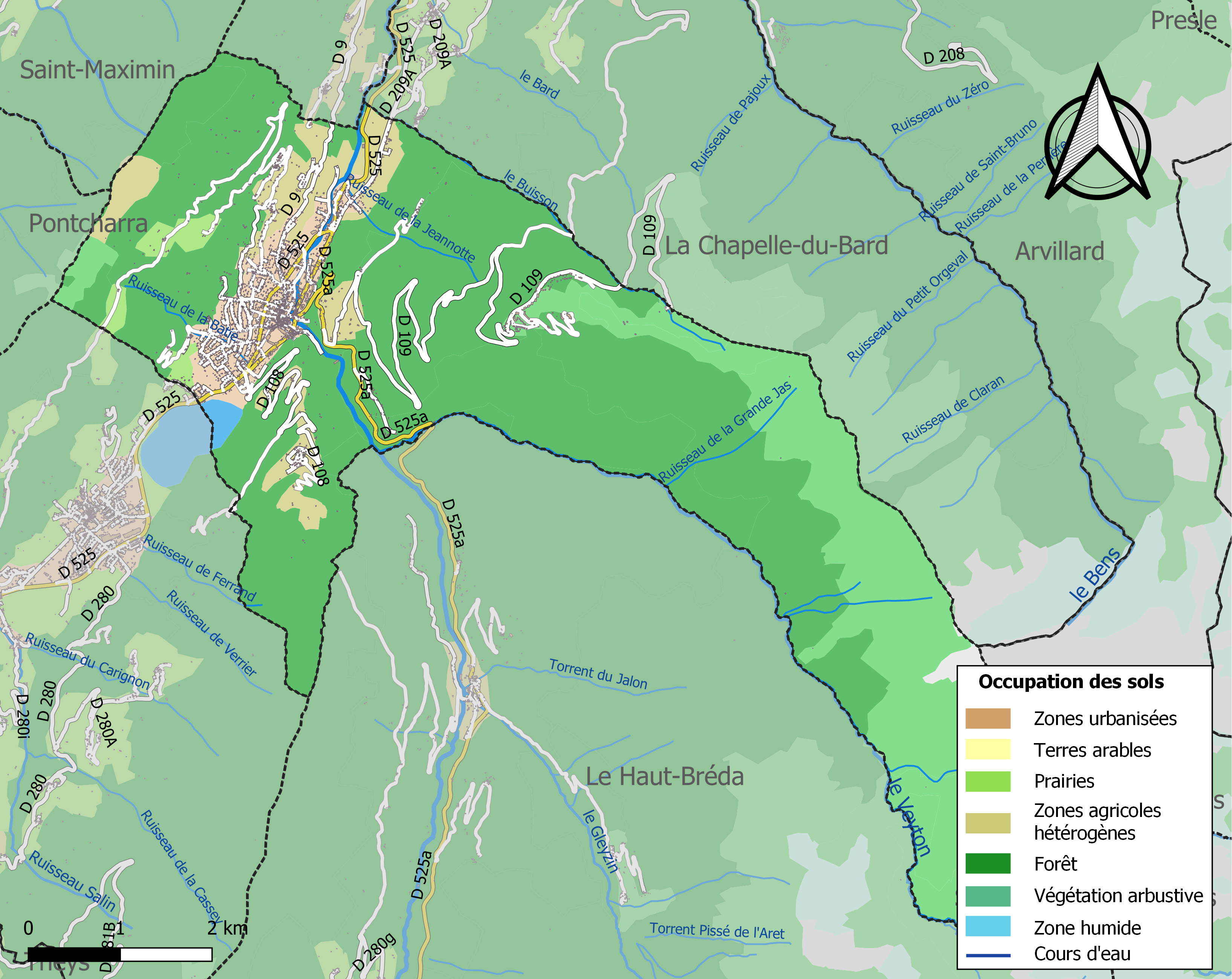
Carte des infrastructures et de l'occupation des sols de la commune en 2018 (CLC).

### Morphologie urbaine
Au début du deuxième millénaire, le développement de l'industrie du silicium, et de ses dérivés dans le bassin grenoblois induit une croissance de l'urbanisme pavillonnaire qui impose par son étalement urbain des transformations importantes des paysages de la commune. Ces  paysages apparaissent affectés par la déprise agricole et une extension de la forêt.

### Hameaux, lieux-dits et écarts
Divers hameaux, quartiers et lieux-dits résidentiels urbains comme ruraux, ainsi que les écarts composent le territoire de la commune d'Allevard, les voici présentés selon les références toponymiques fournies par le site géoportail de l'Institut géographique national
| - les Ayettes - Bajin - le Bessey - le Bugnon - Clarabout - le Clos - le Closy-Jolie-Vue - le Colombet - le Colombier - Côte Chevrets - Cottard - le Crozet | - le Cuchet - le David - l'Epeluat - l'Epinette - Le Glapigneux - Grange Merle - Grange Neuve - le Guillet - le Jeu de Paume - Montouvrard - la Morarde - Moret | - l'Oursière - les Panissières - les Perrières - Pommier - la Ratz - le Replat - la Retourdière - la Ronzière - la Tour du Treuil - Vaugraine |

### Voies de communication et transports

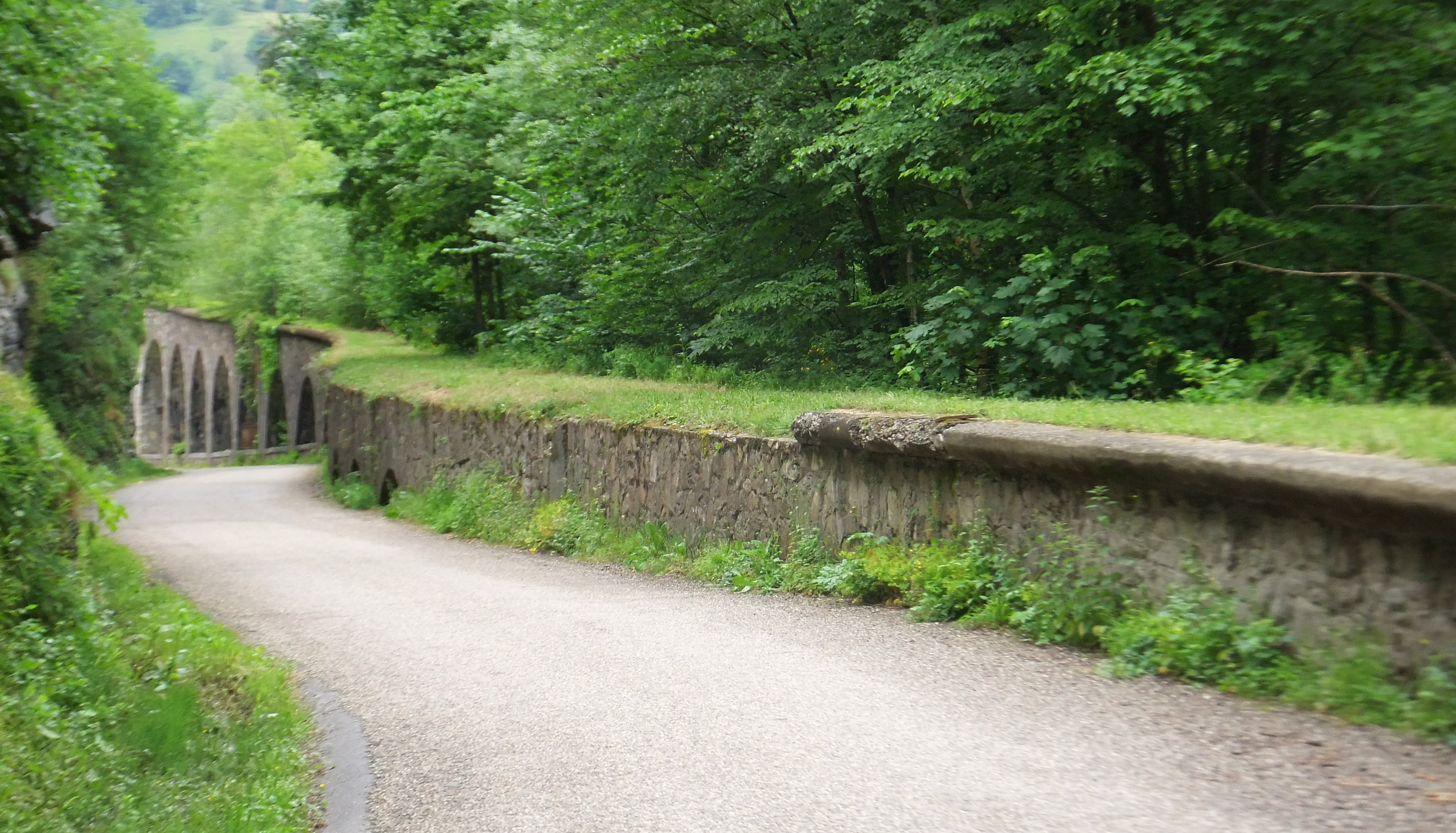
Vestiges de l'ancien chemin de fer des forges d'Allevard, arrivée à l'usine de La Gorge.

#### Voies routières
Le territoire de la commune d'Allevard est traversé par plusieurs routes départementales. 
- La route départementale 525 qui relie la ville de Goncelin en Isère (carrefour avec la RD 523, ancienne Route nationale 523) avec le pont de Détrier (commune de Détrier) dans le département de la Savoie.
- La route départementale 108qui relie le centre de la ville d'Allevard (carrefour des Perrières) avec le hameau de Monttouvrard
- La route départementale 109 qui relie le centre de la ville d'Allevard (embranchement avec la  RD 525a) avec la station du Collet d'Allevard, et ses sites du Pré Rond et de Super Collet.
- La route départementale 9 qui relie le centre de la ville d'Allevard (Porte Freychet) à la commune de Pontcharra en passant par la commune du Moutaret et le hameau d'Avalon.
- La route départementale 209 qui relie le centre de la ville d'Allevard (Carrefour de la Mirande) à la ville de La Rochette, située dans le département de la Savoie.

#### Transports publics
Les différents sites de la commune sont desservis par la ligne de bus Proximo de Grenoble n°86 qui part de la gare de Grenoble et qui dessert également la commune de Goncelin et de Crêts en Belledonne.

### Risques naturels et technologiques

#### Risques sismiques
L'ensemble du territoire de la commune d'Allevard est situé en zone de sismicité no 4 (sur une échelle de 1 à 5), comme la plupart des communes de son secteur géographique.
| Type de zone | Niveau            | Définitions (bâtiment à risque normal) |
| ------------ | ----------------- | -------------------------------------- |
| Zone 4       | Sismicité moyenne | accélération = 1,6 m/s2                |

## Toponymie
À l'origine, le mot « Allevard » désignerait une des gardes, vardes ou wardes de hautes vallées, défendant le pagus ou grand comté mérovingien au nord de Grenoble, qui a donné son nom au Grésivaudan.[réf. nécessaire]
Ensuite, le terme, désigne autant un site précis qu'une zone de gestion administrative et militaire, il couvre la vaste contrée placée sous sa surveillance ou son mandement, comprenant la vallée du Bréda et du Gelon : in Aravardo. Il est cité pour la première fois dans un testament daté du 5 mai 731, concernant les dernières volontés d'Abbon, un riche patrice de Suse, en Piémont.
Selon, André Planck, spécialiste en toponymie des villes du département de l'Isère, le nom d'Allevard serait lié à la racine gauloise ardu signifiant « pente » (ard en vieux breton) et ar qui signifie devant, Ar-ardus signifiant dès lors « devant la pente ».

## Histoire

### Préhistoire et Antiquité
Les hommes occupèrent très tôt le vallon d'Allevard, Bramefarine et les vallons remontant vers la chaîne de Belledonne. Dès le IVe millénaire avant notre ère, au néolithique, on assiste à une occupation du Grésivaudan, dont Allevard, grâce à une agriculture de plus en plus présente sur les flancs de colline, notamment avec la culture sur brûlis.
Les traces archéologiques indiquent que les vastes forêts primaires qui couvraient la région étaient déjà attaquées avec des haches polies, dont les lames provenaient du Val d'Aoste voisin.
À partir de 2000 avant notre ère (âge du bronze européen), la métallurgie du cuivre se développa et permit la fabrication de nouveaux outils (haches, faucilles, poignards, épées, épingles, bijoux...). Il semble que la plupart des connaissances nouvelles à Allevard en matière de métallurgie à cette époque viennent du Valais suisse (gisements de cuivre).
Vers 1400 avant notre ère, Allevard est le témoin de la naissance de la métallurgie alpine iséroise. La civilisation des Champs d'Urnes produit de façon unique un nouveau type de hache « à ailerons médians », plus robuste que les modèles importés de l'époque. Ceci est un fait notable car l'industrie métallurgique du bronze est alors un quasi-monopole des « bronziers » d'origine centre-européenne, qui ne laissaient guère de secrets de fabrication à des étrangers. Pour fabriquer de telles nouveautés, il a fallu que les mineurs et métallurgistes allevardins s'approprient une technique connue de peu de gens pour en reproduire les qualités dans leurs outils quotidiens.
Ainsi la « hache d'Allevard » présente-t-elle quelques similarités avec des outils trouvés dans la plaine du Pô, environ 600 km plus loin, à la même époque, tout en présentant des caractéristiques propres aux besoins souvent exigeants de la montagne.
On notera la proximité technologique des dépôts préhistoriques d'Allevard avec ceux de Goncelin, Trou de la Rousse et Sainte-Marie-du-Mont, notamment (cf. Musée Jadis Allevard).

### Moyen Âge

#### Le mandement d'Allevard

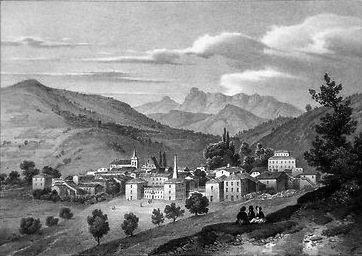
Vue générale gravée au XIXe siècle.

Le patrice Abbon lègue aux moines bénédictins ses domaines situés en Allevard, ainsi que les « liberti et l'ensemble des colons et des serfs et des biens qui en dépendent ». Aux XIe et XIIe siècles des nobles savoyards, comme les puissants seigneurs d'Arvillard et de La Chambre, le noble Guelis de l'Euille, ont des fiefs « en Allevard ».
D'ailleurs, le prieuré de Saint-Pierre est fondé en 1082 par les bénédictins de Cluny grâce à des biens et un alleu donnés par Bornon d'Arvillard, son parent Aynard 1er, seigneur d'Allevard et d'autres membres de la famille Aynard de Domène.
Guigues de la Rochette est propriétaire de la presque totalité du mandement d'Allevard. Il est contraint en 1249 de faire hommage au Dauphin Guigues VII. Il lui vendra ses propriétés dauphinoises en 1263, au prix (considérable) de « 25 000 sous-monnaie de bon viennois ».
Le mandement d'Allevard comprenait six paroisses : Saint-Pierre  d'Allevard, La Ferrière, Saint-Marcel d'Allevard, Saint-Maurice de Pinsot, Saint-Marcel « du bourg d'Allavare » dont dépendait la Chapelle du Bard, « communautés » qui seront à l'origine des communes créées le 14 décembre 1789.
Au Moyen Âge, le bourg d'Allevard était fortifié. Son enceinte était de 1413 toises, sur quatre toises de haut et quatre pieds d'épaisseur, percée de quatre portes. Son existence est mentionné dès 1100. En 1367 une maison forte est attestée en bordure du bourg, située près du vingtain et les canaux des moulins. Une reconnaissance précise qu'elle est meniis curtina et clausura.
Le château d'Allevard, centre de la seigneurie éponyme, se situait au-dessus du bourg sur une éminence (in quodam molario), ceint d'une muraille de 60 toises et baigné par l'eau du Bréda du côté de la Savoie (fluit acqua de Breyda a parte Sabaudie).
On relève également une tour antique  en 1367 et la maison forte de Guillaume Barral, joignant les fossés de la ville en 1393 (« quaddam hospitium seu fortalicium sum et domum fortem que situatur infra villam de alarvardo »).
L'enquête de 1339, signale l'existence d'une autre maison forte au lieu-dit la Bâtie « Bâtie d'Arvillard » : « Castrum Bastide alti villaris » (ADI B 4443, f° 14). Sur un mamelon dominant de 100 m la vallée d'Allevard, le site est naturellement protégé sur trois côtés par des abrupts. Du côté de l'accès, un tertre barre l'éperon. L'enquête précise : « Dictum autem castrum situatum est in quodam altissimo molare valde eminente et deffensabile » (le dit château est situé sur un très haut molard, d’une grande hauteur et facile à défendre).
Les dauphins accorderont aux habitants d'Allevard de nombreuses franchises, modifiées successivement au moyen de la charte de franchise ou d'université de 1315, puis celle de 1337. 
Jusqu'en 1558, ces chartes seront, en fonction des besoins financiers de la couronne, plus ou moins respectées par les rois de France. Elles seront confirmées en 1630.
La communauté du mandement d'Allevard est seigneur d'un vaste espace de communs, pâturages et bois au XVe siècle. Elle concède en particulier dans les bois communaux des droits d'exploitations de diverses mines de fer, appelées fosses à des associations de particuliers, nobles, paysans ou bourgeois roturiers, réunis pour accomplir cette tâche, qui portent ici le nom juridique de « pareries de fosses ». Ces « consortages miniers », assez dispersés, font déjà du « mandement d'Allevard » le grand district minier et sidérurgique des Alpes occidentales.

### Époque moderne

#### Tribulations après le rattachement à la France
En 1558, Henri II vend, à titre d'engagement et sous réserve de possibilité de rachat, la terre d'Allevard. Remise aux enchères en 1577 par Henri III, elle est acquise par la communauté d'Allevard, qui la conserve jusqu'en 1602. Elle la cède alors au sieur Leblanc, un des six présidents de la Chambre des comptes.
En 1644, la terre d'Allevard est de nouveau aliénée. Le seigneur engagiste se nomme Thomas Chabo, marquis de Saint Maurice, gouverneur du château de Chambéry. En 1686 son fils, Charles, ambassadeur de Savoie à la cour de Versailles, subrogera à cette vente noble François de Barral (1625-1699), conseiller au Parlement du Dauphiné, fils de Gaspard, avocat et conseiller de la reine-mère et de Marie Vignon, épouse du connétable de Lesdiguières. Gaspard de Barral était déjà propriétaire d'une aciérie près de Renage et de mines de fer dans la montagne de Saint-Pierre d'Allevard. Le nouveau seigneur engagiste, François de Barral, achète le haut-fourneau de la Gorge, des journaux de forêt, des bois ; avec son fils Joseph il acquiert de nombreux biens privés (dont la Bâtie d'Allevard et La Roche ; son petit-fils, Jean-Baptiste-François achète la terre d'Allevard en 1761 pour 23 200 livres, et en devient le seigneur incommutable. Il fit faire une enquête auprès de ceux qui pouvaient avoir des droits sur la terre d'Allevard, mais les consuls n'ayant pas réclamé les droits, franchises et immunités octroyés par les dauphins, il les considéra comme abolis.

#### La saga des Barral

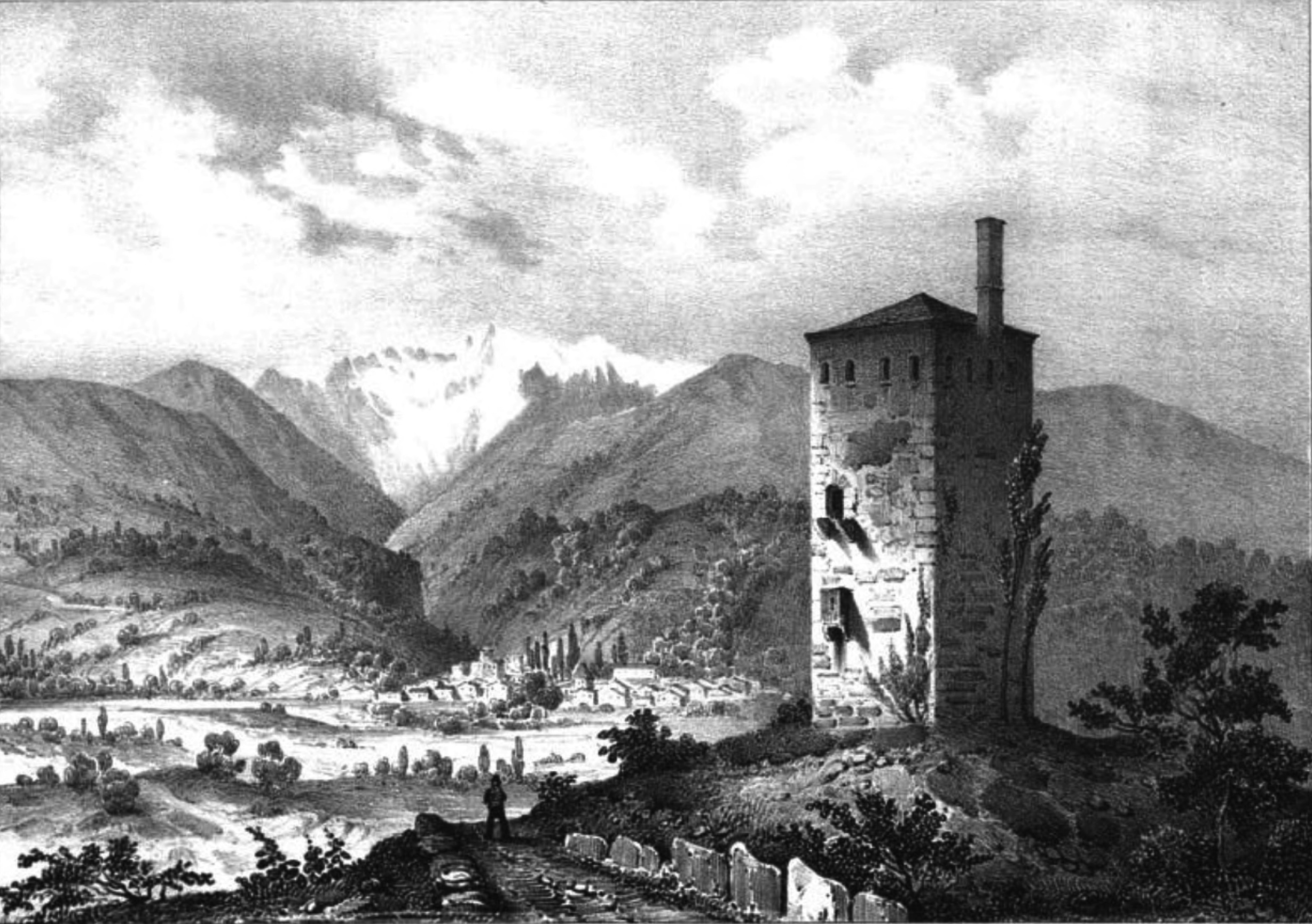
La Tour du Treuil au XIXe siècle, illustrée par Victor Cassien (1808 - 1893).

Sous François de Barral de Clermont (1625-1699), de grands travaux sont entrepris dans la petite ville fortifiée alors très malsaine : 

« La population s'amoncelait dans les vieilles maisons insalubres et sans confort que l'habitude faisait supporter. Les rues sans pavé, étroites et sinueuses, dont la boue entretenait une fraîcheur humide et malsaine, favorisaient les épidémies et l'apparition ou la rémanence des goitres »

La construction du premier pont de pierre date de 1688, la réfection de l'ancienne église et le réaménagement de l'ancien château sont réalisés entre 1692 et 1693. La première ouverture du rempart au sud de la cité suivra.
En 1739 la terre de la Bâtie d'Arvillard est élevée en marquisat au bénéfice de son fils, Joseph de Barral (1677-1749). Maître de forges, président au Parlement de Grenoble, seigneur d'Allevard, commandant en chef pour le roi en Dauphiné, ayant largement profité du « sistème » de John Law… et de sa chute, il est l'homme le plus riche de la province.
En 1751, le roi érige la terre d'Allevard et son mandement, sous le nom de comté de Barral, en seigneurie incommutable au profit de Jean-Baptiste (1709-1785), petit-fils de François et président à mortier au Parlement, dont l'épouse, Marie-Antoinette Charlotte de Chaumont-Quitry, issue d'une lignée prestigieuse, est aussi cousine par alliance de Madame de Pompadour.
Jean-Baptiste a laissé le souvenir d'un « avare atroce, terreur de la gent domestique et des Allevardins à qui il réclamait le règlement des impôts arriérés depuis le… XIIIe siècle », et qui « ne mettait jamais le pot au feu chez lui, préférant ponctionner en catimini, au moyen d'un clystère pour lavements, la soupe de ses mineurs au travail ».
Son fils Paulin, comte d'Allevard et comte de Barral (1745-1822), sera le dernier seigneur d'Allevard. Mousquetaire du roi à quinze ans, puis colonel des Grenadiers royaux et gouverneur de la ville de Vienne, cultivé avec un sens de ll'humour, ce « mauvais garçon caractérisé », très tôt exilé de la cour à la suite d'un scandale de mœurs, écrivait à son avare de père : « Ne nous quittons plus, cher papa, vous aimez gagner de l'argent, j'adore le dépenser. Nous sommes faits pour nous entendre ! » Du fait de ses ruineuses débauches et toujours impécunieux, « l'aimable » Paulin, fait baron d'Empire, président « scandaleux et perdu de réputation » (selon Champollion-Figeac) du collège électoral de l'Isère, vend à perte son château et ses usines en 1817 à A.B Champel.

### Époque contemporaine

#### Autour d'une sidérurgie innovante et active

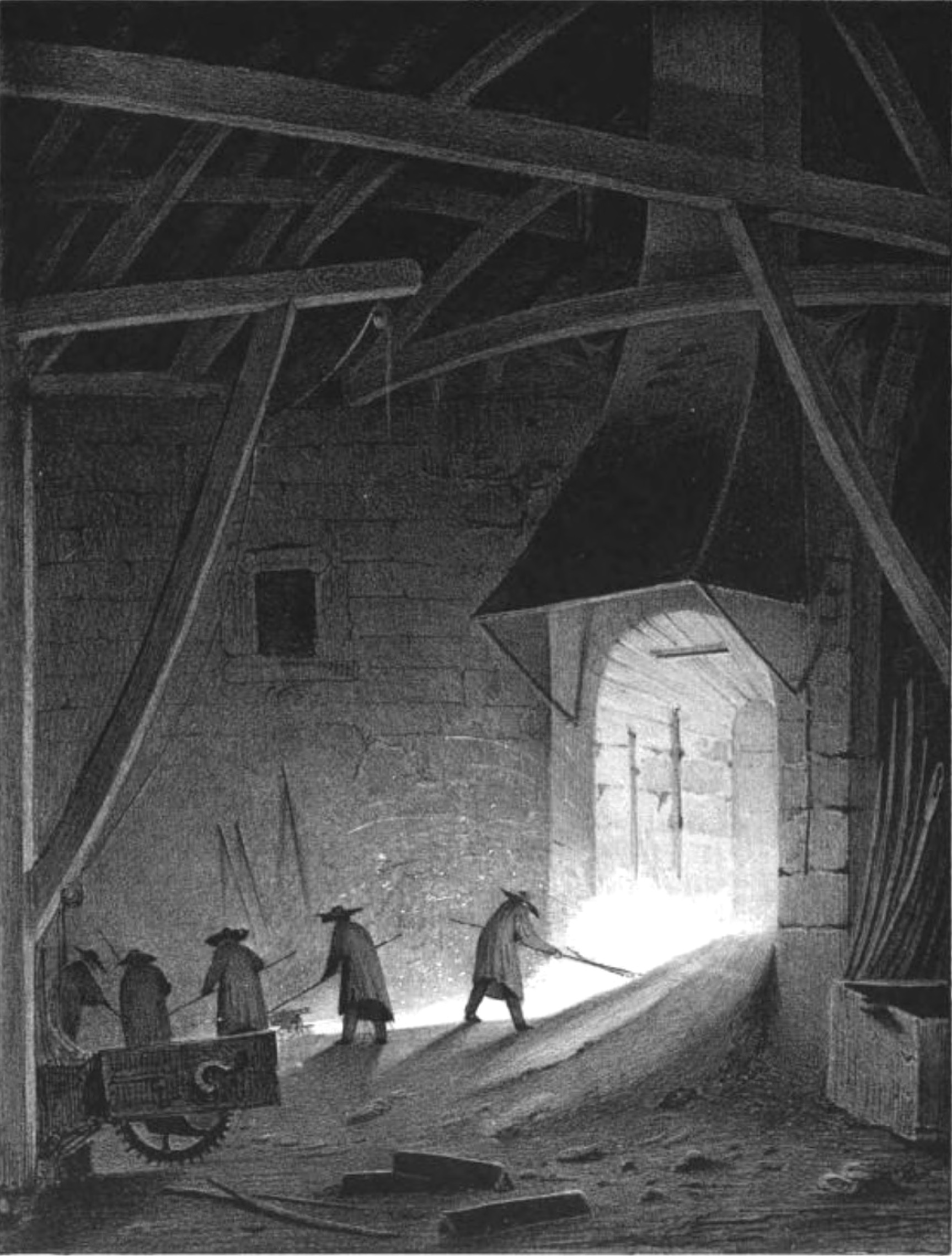
Haut-fourneau d'Allevard au XIXe siècle, illustré par Victor Cassien (1808 - 1893).

Centre important de production métallurgique par la qualité des aciers produits jusqu'au début du XXe siècle. (Une légende, créée à partir des textes de Suétone et de Polybe, prétend que Hannibal Barca serait passé au pays d'Allevard pour y fabriquer des armes). Allevard voit son histoire très tôt liée à celle de la sidérurgie alpine.

##### Avant l'ère industrielle
En 1450, Pierre et Arthur Boisson possédaient dans le bourg d'Allevard un martinet qui existait encore en 1724 . Lors de la visite de l'usine par les commissaires spéciaux du roi, à cette date, "il est établi comme étant le plus ancien établissement du genre en Dauphiné" (E. Chabrand). Un autre martinet à la même époque est en activité au village de Pinsot, en amont sur le Bréda. 
L'étude des parcellaires indique, par exemple, que la communauté d'Allevard, entre 1643 et 1727, compte 76 artifices sur le torrent de "Bredal", à savoir 3 hauts fourneaux, 21 martinets, 36 moulins à blé, 2 battoirs à chanvre, 6 pressoirs, 6 scies à eau, 1 clouterie et 1 foulon.
L'activité sidérurgique est particulièrement rentable puisque dans le même laps de temps, le quintal au fourneau de fonte, au poids d'Allevard - soit 54,255 kg - passe de 4 livres 5 sols à 9 livres 10 sols.
Pendant de longues années Allevard restera ainsi une place industrielle de très grande importance, sous les seigneurs maîtres de forges de la famille de Barral qui chercheront sans cesse à innover grâce aux conseils de l'ingénieur Binelli et du chevalier Pierre-Clément Grignon, collaborateur de l'Encyclopédie de Diderot.
En 1785, les établissements de M. de Barral font travailler environ 300 fourneliers ou fondeurs, 300 mineurs et 200 charbonniers auxquels il convient d'ajouter une centaine de muletiers. Sur ces 900 ouvriers, seuls 420 sont directement "salariés" de l'usine. Les autres travaillent en indépendants dont la plupart des mineurs et des charbonniers.
Peu avant la Révolution, est envisagé un projet de re-concentration de la fonderie royale de canons de marine de Saint-Gervais dans la vallée de l'Isère, sur Allevard. Seule la faiblesse relative en approvisionnement en charbon de bois fait reculer le gouvernement - il aurait fallu 36 000 charges de charbon par an quand tout le mandement d'Allevard et les communautés du Grésivaudan proches ne pouvaient en fournir tout au plus que 15 000 - l'usine tourne donc au ralenti sous la conduite désinvolte de Paulin de Barral, puis de MM. Champel - qui reçoit à Allevard en 1829 la duchesse de Berry - et Giroud, ces derniers banquiers bientôt en faillite.

##### L'expansion
À partir des années 1840, la direction avisée d'Eugène Charrière oriente la production des usines, jusque-là consacrée à la seule fonte réservée aux aciéries du seuil de Rives, sur l'acier puddlé (puddlage) grâce auquel les forges obtiendront de gros marchés ferroviaires avec les bandages de roue à mises soudées, tout d'abord, puis aux bandages sans soudure mis au point par l'ingénieur A. Pinat. Sur les conseils d’Émile Geymard et Achille Chaper, administrateur des forges et ancien maître de forges à Pinsot, Eugène Charrière renonce à adosser le haut-fourneau à la montagne et le dote d'une forme plus régulière, perfectionnant ainsi la production et le rendement. 
En 1867, la production d'acier est de 2 000 tonnes. À cette date, les forges comptent un effectif de 446 ouvriers dont 80 lamineurs. La clientèle qui est alors de 400 sociétés presque toutes françaises (Thiers - Saint-Étienne, etc.) passe à 1 300 clients en 1906 avec un effectif de plus de 700 ouvriers et une grosse progression à l'exportation : Autriche-Hongrie, Allemagne - Belgique - Italie. Par ailleurs Allevard va s'associer à quelques grands groupes peu avant la grande guerre (Firminy - Aulnoye - Batignolles - Commentry) 
C'est également à Allevard que sont fabriquées en 1859 quelques-unes des premières plaques de blindage de la frégate La Gloire, conjointement avec les sociétés Petetin de Saint-Chamond et Laubenière de Rouen.
Après l'abandon de la fonte au charbon de bois, les forges se convertissent au procédé Siemens pour la fabrication de l'acier. Elles conservent au passage du siècle  pour Allevard "leur nom et leur place dans le monde métallurgique, à la satisfaction de notre fierté dauphinoise et pour le plus grand profit de sa courageuse population ouvrière" (Chabrand).

##### Les forges auXXesiècle

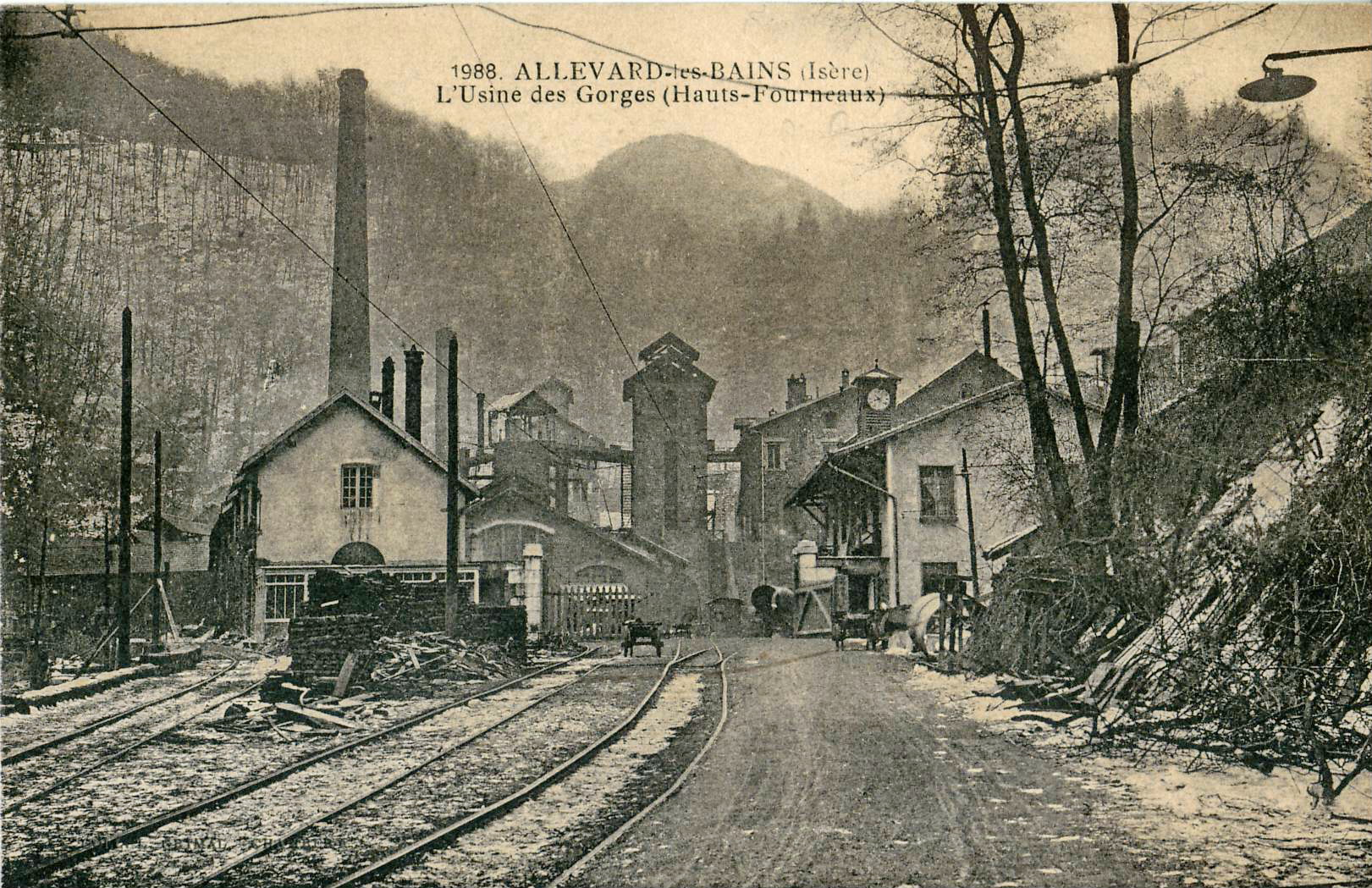
L'entrée des Forges, desservies par le chemin de fer industriel des forges, au début du XXe siècle.

Succédant à son père et à son grand-père, Charles Pinat, nouveau maître de forges d'Allevard au passage du siècle et ancien ingénieur de traction du tramway de Lyon en avance sur son temps, oriente l'approvisionnement en énergie de ses établissements vers la production électrique grâce aux chutes, barrages et centrales qu'il envisage d'établir sur le cours du Bréda. En 1917, en pleine guerre, les forges d'Allevard passent sous le contrôle de la Compagnie des forges et aciéries de la marine et d'Homécourt, et sous la conduite du grand patron qu'était Théodore Laurent. Ce sera le temps des grandes innovations - nouveaux aménagements hydro-électriques du Bréda - et des concentrations des productions autour des ressorts, des aimants et des ferro-alliages. La crise de 1930 affecte Allevard qui doit restreindre sévèrement ses productions. En 1940, la défaite et des crues catastrophiques dans la haute vallée du Bréda arrêtent  pendant quelque temps toute production. La Libération marque un renouveau de l'usine (10 000 tonnes par an de produits laminés). Des travailleurs immigrés affluent sur les trois sites industriels : La Gorge d'Allevard - Champ-Sappey à Saint-Pierre d'Allevard et Le Cheylas. Les années suivantes voient l'adoption de la coulée continue et l'association — qui va s'avérer malencontreuse — avec Ugine, pour la fabrication des aimants. En 1973-1974, la réalisation de la centrale électrique des Moulins provoque le départ des forges d'Allevard.

#### Le thermalisme

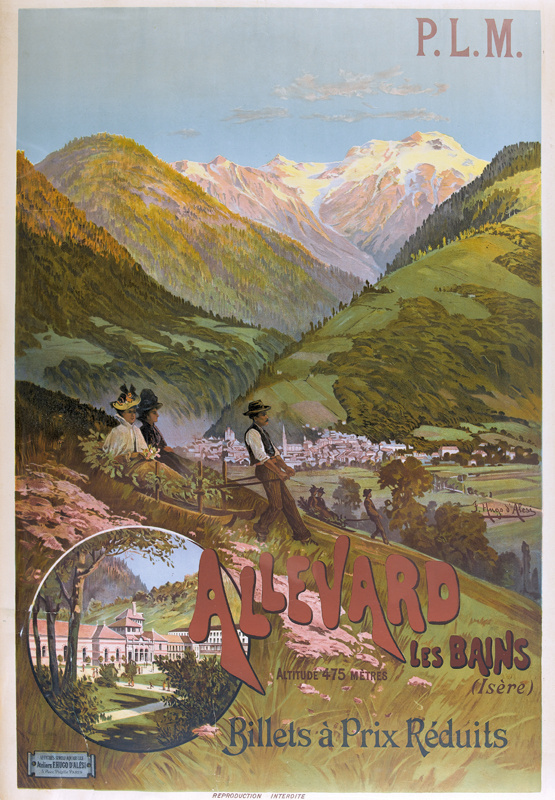
Affiche du PLM pour Allevard-les-Bains, début du XXe siècle.

Au milieu du XIXe siècle, une usine de soie emploie une nombreuse main-d'œuvre féminine. Elle est dirigée par la famille Izoard, apparentée à l'industriel et banquier grenoblois Aimé Bouchayer.
A cette époque Allevard devient un centre touristique fondé sur le thermalisme. On vient «prendre les eaux» que l'on buvait ou dont on inhalait les micro-brouillards dans des salles collectives.
Des personnalités célèbres résident en Allevard pour faire une cure.
Parmi elles,  Alphonse Daudet a trouvé l'inspiration pour trois chapitres de son roman, Numa Roumestan. On peut citer Henri-Frédéric Amiel, Frédéric Ozanam, le duc d'Aumale fils de Louis-Philippe, la famille de Lucien Bonaparte ou la reine Ranavalona III de Madagascar pendant son exil en France.
La clientèle d'Allevard, à partir de 1880, est celle des hommes politiques, prédicateurs et orateurs, chanteurs et chanteuses qui viennent « réparer leur voix ». On y voit les comédiens Paul Mounet et Mounet-Sully, les frères Coquelin aîné et cadet ; les cantatrices Félia Litvinne, Germaine Lubin, Georgette Leblanc, puis plus tard Jeanne Aubert, Cécile Sorel ou Damia ; des hommes politiques comme Eugène Chevandier de Valdrome, Eugène Rouher, Charles Floquet, Édouard Herriot, Georges Picot - qui décède en 1909 à Allevard - Gustave Hervé, Alexandre Zévaès, Auguste Burdeau, ou le sénateur Scheurer-Kestner, en 1897 en pleine affaire Dreyfus, qui côtoient ici de nombreuses autres personnalités : des ecclésiastiques, comme l'abbé Della Chiesa - futur pape Benoît XV - ou Mgr Félix Dupanloup, évêque d'Orléans ; le pasteur genevois Théodore Claparède ou le grand rabbin de France Isaïe Schwartz ; des prédicateurs comme le P. Joseph Gratry de l'Académie Française, ou le P. Jean-Léon Le Prévost ; des diplomates comme Camille Barrère, le comte Vladimir Lambsdorff, le prince Pierre Wolkonsky, le comte Zichy ou le prince Ypsilanti, le prince-alpiniste roumain Alexandre Bibesco.
La station thermale attire aussi des musiciens comme Jules Massenet, Pierre Vellones ou Charles Lamoureux ; des photographes tels Nadar ou les frères Lumière ; les poètes Lucie Delarue-Mardrus et Patrice de La Tour du Pin ; des musicologues comme Paul-Marie Masson ou Émile Vuillermoz, mais également les peintres Hippolyte Flandrin et Kees van Dongen ; les romancières Germaine Acremant et Thyde Monnier ; des académiciens français comme Victor de Laprade ou René de La Croix de Castries.
Des professeurs de médecine Louis Landouzy ou Maxime Laignel-Lavastine ; l'architecte Henri Révoil ; des industriels et financiers comme Pierre Dreyfus, Edward Molyneux ou Calouste Gulbenkian ; des banquiers suisses, Pictet ou Mornay, le chimiste Joseph Bienaimé Caventou, la remuante et attachante féministe Arria Ly qui collabore au journal local, dirigé par le docteur Boël, "La chronique d'Allevard-les-Bains" en 1903, le docteur Edmond Locard, neveu du docteur Niepce, directeur des Thermes ; le dessinateur Jacques Faizant, le président Ferhat Abbas, la famille du président Habib Bourguiba ou l'amiral Muselier, ont aussi été, parmi d'autres célébrités, les habitués de la station thermale.
Cette station discrète est très prisée des gens du spectacle - « On ne vient pas ici pour se montrer mais pour se soigner et se reposer » (Dr Revillet-Laure), Allevard s'ouvre à partir de 1936 à une autre clientèle plus populaire, grâce, en particulier, aux cures ORL et poumons, pour enfants, initiées par le docteur Jean Langénieux. En 1994, s'ouvre un nouveau bâtiment thermal pour les soins et les cures de rhumatologie, renouant avec les premières indications données en 1838 par le docteur Laurent Chataing, premier inspecteur des eaux. Actuellement, la station continue à élargir ses offres en proposant de nouveaux traitements anti-stress et également contre la fibromyalgie.

## Politique et administration

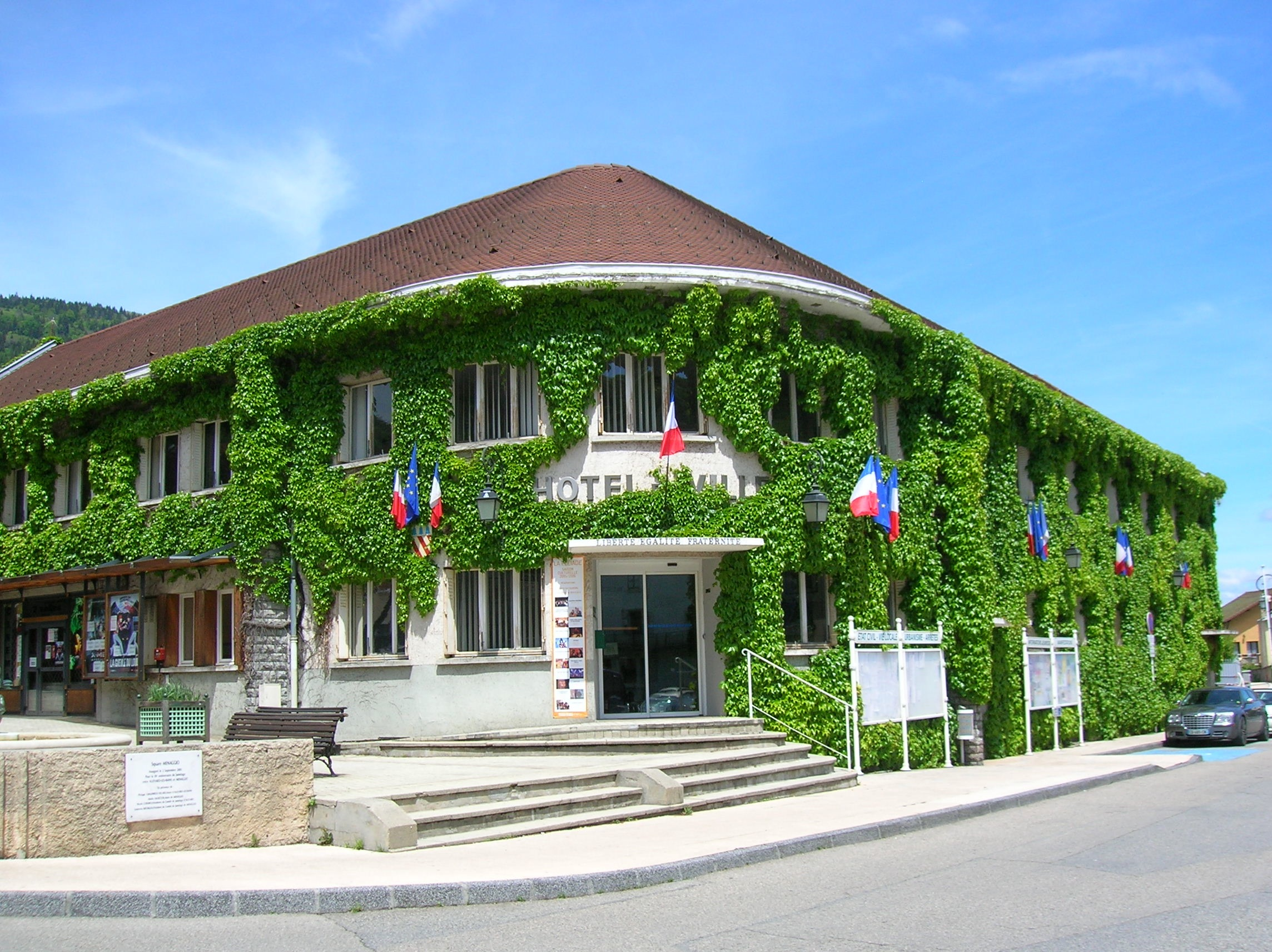
La mairie.

### Administration municipale
Le conseil municipal se compose de vingt-sept membres dont un maire, huit adjoints au maire et dix-huit conseillers municipaux. En outre, la commune compte deux représentants à la Communauté de communes du Grésivaudan.

### Liste des maires
| Période                                  | Période      | Identité                    | Étiquette                | Qualité |
| ---------------------------------------- | ------------ | --------------------------- | ------------------------ | --- |
| 1790                                     | 1791         | Nicolas Gauthier            |                          | Notaire |
| 1791                                     | 1828         | Laurent Dufresne            |                          | Notaire |
| 1828                                     | 1830         | André Benoit Champel        |                          | Maître de forges |
| 1830                                     | 1831         | Laurent Chataing            |                          | Médecin |
| 1831                                     | 1836         | Antoine Auguste Guerre      |                          | Notaire |
| 1836                                     | 1848         | Hugues Barbas               |                          | Rentier |
| 1848                                     | 1852         | André Auguste Pra           |                          | Notaire |
| 1852                                     | 1854         | Nicolas Louis Dufresne      |                          | Notaire Conseiller général d'Allevard (1852 → 1858) |
| 1854                                     | 1867         | Séraphin Bouffier           |                          | Industriel |
| 1867                                     | 1870         | André Auguste Pra           |                          | Notaire |
| 1870                                     | 1871         | Jean Benoît Emery           |                          | |
| 1871                                     | 1872         | Fortuné Authier             |                          | |
| 1872                                     | 1873         | Jean Benoît Emery           |                          | |
| 1873                                     | 1878         | Alexandre Dufresne          |                          | Notaire |
| 1878                                     | 1880         | François Auguste Davallet   |                          | |
| 1880                                     | 1881         | André Auguste Pra           |                          | Notaire |
| 1881                                     | 1888         | François Auguste Davallet   |                          | Conseiller général d'Allevard (1880 → 1898) |
| 1888                                     | mai 1892     | François Martinet           |                          | |
| mai 1892                                 | 1898         | François Auguste Davallet   |                          | |
| septembre 1898                           | 1907         | Amédée Piattet              |                          | |
| juin 1907                                | 1930         | Louis Mallein-Gerin         |                          | Conseiller général d'Allevard (1922 → 1930) |
| décembre 1930                            | mai 1935     | Albert Salvain              |                          | |
| mai 1935                                 | 1941         | Marcel Dumas                | Rad.                     | Transporteur |
| avril 1941                               | 1944         | Jean Langénieux             |                          | Médecin Conseiller départemental (1943 → 1945) |
| mars 1944                                | août 1944    | Alfred Couronné             |                          | Tapissier |
| août 1944                                | avril 1964   | Marcel Dumas                | Rad.                     | Transporteur Conseiller général d'Allevard (1951 → 1964) Vice-président du conseil général de l'Isère Démissionnaire                                                                                                 |
| avril 1964                               | mars 1983    | Joseph Casserra             |                          | Boulanger |
| mars 1983                                | mars 1989    | Philippe Bouffard           | UDF                      | Médecin |
| mars 1989                                | juillet 2020 | Philippe Langenieux-Villard | RPR puis UMP-LR puis DVD | Écrivain Député de l'Isère (5e circ.) (1993 → 1997) Conseiller régional de Rhône-Alpes (1986 → 2004 et 2014 → 2021) Conseiller général d'Allevard (2008 → 2015) Vice-président de la CC Le Grésivaudan (2009 → 2020) |
| juillet 2020                             | mai 2025     | Sidney Rebboah              | SE                       | Responsable des opérations 12e vice-président de la CC Le Grésivaudan (2020 → 2024) Démissionnaire |
| mai 2025                                 | En cours     | Christelle Megret           | SE                       | Dirigeante d’entreprise Première adjointe au maire (2020 → 2025) |
| Les données manquantes sont à compléter. |              |                             |                          | |

### Jumelages
La ville est jumelée avec :

 Menaggio (Italie) depuis 1991.

## Population et société

### Démographie
Les habitants sont appelés les Allevardins,, ou les Allevardais,.
L'évolution du nombre d'habitants est connue à travers les recensements de la population effectués dans la commune depuis 1793. Pour les communes de moins de 10 000 habitants, une enquête de recensement portant sur toute la population est réalisée tous les cinq ans, les populations de référence des années intermédiaires étant quant à elles estimées par interpolation ou extrapolation. Pour la commune, le premier recensement exhaustif entrant dans le cadre du nouveau dispositif a été réalisé en 2004.

En 2022, la commune comptait 3 962 habitants, en évolution de −4,48 % par rapport à 2016 (Isère : +3,07 %, France hors Mayotte : +2,11 %).
| 1793  | 1800  | 1806  | 1821  | 1831  | 1836  | 1841  | 1846  | 1851  |
| ----- | ----- | ----- | ----- | ----- | ----- | ----- | ----- | ----- |
| 2 281 | 2 056 | 2 258 | 2 455 | 2 690 | 2 599 | 2 638 | 2 128 | 2 638 |

| 1856  | 1861  | 1866  | 1872  | 1876  | 1881  | 1886  | 1891  | 1896  |
| ----- | ----- | ----- | ----- | ----- | ----- | ----- | ----- | ----- |
| 2 846 | 3 180 | 3 110 | 3 031 | 3 054 | 3 195 | 3 085 | 2 850 | 2 726 |

| 1901  | 1906  | 1911  | 1921  | 1926  | 1931  | 1936  | 1946  | 1954  |
| ----- | ----- | ----- | ----- | ----- | ----- | ----- | ----- | ----- |
| 2 546 | 2 560 | 2 715 | 2 577 | 2 514 | 2 571 | 2 601 | 2 538 | 2 515 |

| 1962  | 1968  | 1975  | 1982  | 1990  | 1999  | 2004  | 2006  | 2009  |
| ----- | ----- | ----- | ----- | ----- | ----- | ----- | ----- | ----- |
| 2 384 | 2 478 | 2 565 | 2 391 | 2 558 | 3 081 | 3 571 | 3 853 | 3 768 |

| 2014  | 2019  | 2022  | - | - | - | - | - | - |
| ----- | ----- | ----- | - | - | - | - | - | - |
| 4 131 | 4 023 | 3 962 | - | - | - | - | - | - |

### Enseignement
Rattachée à l'académie de Grenoble, la commune compte trois établissements de l'enseignement primaire, dont un de nature privée : l'école maternelle Jeanne des Ayettes, l'école élémentaire du boulevard Jules Ferry et l'école privée Saint-Hugues
La commune compte deux établissements de l'enseignement secondaire, le Collège Flavius Vaussenat et le Lycée Professionnel Privé Le Bréda
La commune héberge d'autres établissements, hors du champ de l'éducation nationale dont une école de musique et une école d'arts

### Sécurité
La commune d'Allevard est située en Zone Gendarmerie Nationale (ZGN) et dépend de la compétence de la Communauté de Brigades de PONTCHARRA. La Brigade d'Allevard se compose de huit militaires, commandés par un Adjudant-Chef.

### Équipements et activités sportives
La commune héberge notamment la station du Collet d'Allevard, mais également :
- une école de parapente Pégase & Particule, située près du lac du Flumet ;
- un club de Tennis de table des communes du Touvet, Allevard, La Terrasse et Lumbin (TTG Tennis de Table du Grésivaudan) ;
- un club de ski, le club allevardin (SCA) ;
- un club de volley-ball du Pays d'Allevard (Volley Ball Allevard).

### Station de sports d'hiver
La commune possède une station de sports d'hiver, le Collet d'Allevard, située à 10 km de la ville (30 minutes). L'altitude des pistes varie de 1 450 m à 2 100 m. La station comporte 35 km de pistes : 7 vertes, 6 bleues, 5 rouges et 3 noires.
Créée en 1955 sur d'anciens pâturages communaux réservés à l'estive des troupeaux collectifs de la communauté d'Allevard, desservie par une nouvelle route empruntant le tracé de l'ancienne route forestière à travers les parcelles privées et l'ancienne forêt delphinale puis royale, elle a atteint sa taille actuelle en 1975, les aménagements ultérieurs ayant avant tout consisté à améliorer le domaine existant.
Sa position en balcon offre un panorama à 360° où l'on peut voir le Mont Blanc au nord-est et le Mont Aiguille au sud.
On distingue quatre secteurs ayant une végétation différente en fonction de  leur altitude et de leur orientation.
Malatrait (SW, 1450~1750), Fontaineterre (NNW, combe, 1500~1750), Prérond (N, 1550~2000), Le Super Collet / les Plagnes (S/NW, 1550~2100).
La station est équipée ainsi :
- 2 télésièges à pinces fixes 4 places et tapis d'embarquement de marque SKIRAIL (Les Tufs en 2002, le Grand Collet en 2005) ;
- 1 télésiège à pinces fixes 4 places de marque POMA (Grand Paul 1987) ;
- 1 télésiège à pinces débrayables 6 places de marque POMA (Claran 2016)  ;
- 3 téléskis à perches débrayables de marques POMA et MONTAZ (Les Lacs I & II 1975-1976, Prérond 2006) ;
- 1 téléski à perches fixes de marque DOPPELMAYR (Marmottes en 2006) ;
- 1 téléskis enfants de marque POMA ( Malatrait en 2009) ;
- 1 téléskis enfants (Marmotton) de marque POMA ( Prérond en 2015) ;
- 1 tapis roulant (tapetto en 2005).

Équipements démontés :
- 1 télésiège à pinces fixes 3 places de marque POMA (Les Plagnes 1975) - Démontage à l'été 2016 ;
- 1 téléski à propulsion diesel, à perches débrayables de marque POMA (le Soleil 1981) - Démontage à l'été 2016.

Le Collet d'Allevard est un site de parapente, permettant quatre décollages officiels.  Malatrait, Clos des Gentianes, Prérond et Plagnes, chacun  propose  une orientation différente.
Le Collet d'Allevard offre un des plus grands[réf. nécessaire] domaines skiables nocturnes d'Europe (couvrant les secteurs de Malatrait et Fontaineterre).

### Médias
La commune est située sur l'aire de diffusion de radio Ici Isère, une radio publique qui émet sur tout le territoire du département de l'Isère.

### Cultes
La communauté catholique et l'église paroissiale d'Allevard (propriété de la commune) relève de la paroisse Saint-Éloi qui est rattachée au diocèse de Grenoble.

## Économie
Au XVIIe siècle, la ville compte des usines métallurgiques et forges. C'est au XIXe siècle que se crée une station thermale… En 2020, la commune héberge des commerces et des services de proximité.

### Secteur agricole
Comme la plupart des communes viticoles de la vallée du Grésivaudan, Allevard est sur un secteur pouvant revendiquer le label IGP « Coteaux-du-Grésivaudan ».

### Secteur industriel et commercial

#### Thermalisme
L'établissement thermal d'Allevard a pour  spécialité la rhumatologie, la prise en charge des traumatismes ostéo-articulaires ainsi que le traitement des voies respiratoires (ORL)
Les premières cures thermales soufrées se sont déroulées à partir de 1813, puis dès 1848 sous la férule du docteur Bernard Niepce, inspecteur des eaux.
Les thermes furent exploités  à l'origine, par Pierre Villiot, puis par la famille Bouvret-Rocour et associés, et, à partir de 1882, par la Compagnie Générale des Eaux minérales et Bains de Mer jusqu'à leur rachat en 1997 par la municipalité et à l'exploitation par une SAEM Thermale.
L'activité se développe aujourd'hui dans un magnifique parc arboré, ceint de trois établissements typiques des architectures thermales depuis les années 1890 jusqu'en 1995.
Le bâtiment Niepce (1894) abrite l'activité « voies respiratoires » ; le bâtiment Villiot (1992) reçoit les patients en rhumatologie ; le bâtiment Chardon (1955) est actuellement sans usage thermal.

### Tourisme

#### Casino
Conformément à la législation de 1907 sur les casinos et salles de jeux, la municipalité d'Allevard autorise l'ouverture d'un établissement en mai 1909. Une société fermière dite "du Casino d'Allevard-les-Bains" se constitue pour son exploitation. En 1925, l'architecte Guénard procède à une refonte totale du bâtiment et à sa décoration originale. Les curistes y retrouvent tous les divertissements classiques de ce genre d'établissement (boule, roulette, baccarat et petit théâtre). Le nouveau casino d'Allevard a ouvert en 1994, il a changé de propriétaire en 2000 et au début 2020. Le "Casino Circus d'Allevard" est un complexe regroupant hôtel, casino et restaurant, il est détenu par le groupe Ardent.

### Manifestations culturelles et festivités
- La foire de la Saint-Michel  a lieu le jeudi le plus proche du 29 septembre, fête de saint Michel. La date est liée à celle de la descente des alpages ou inalpage. Cette journée donnait lieu jadis à de grandes fêtes populaires où les vaches étaient décorées de feuilles, fleurs des champs et branchages[68]. « À la Saint-Michel, les Allevardins payaient leurs dettes » auprès de notaires qui, ce jour-là, officiaient en plein air aux portes des cabarets. Ceux qui ne pouvaient s'en acquitter avaient un délai supplémentaire d'un mois, le « retour de la Saint-Michel ». La tête de veau est le plat traditionnel, toujours servi dans les restaurants à cette occasion.

« Allevard avait la réputation d'être un pays de Cocagne. Les étrangers étaient reçus à bras ouverts et sans ostentation. Aucune fête, aucune réunion n'avait lieu sans danser. On faisait venir les violons du voisinage et dans les grandes occasions de Grenoble… Dès qu'un violon paraissait à Allevard on se réunissait dans la maison où il était reçu. Chacun apportait son souper. »

- Festival d'animation jeune public "Pierrot Gourmand"
- Fête de la transhumance (juin)
- Patrimoine en folie (septembre)

## Culture locale et patrimoine

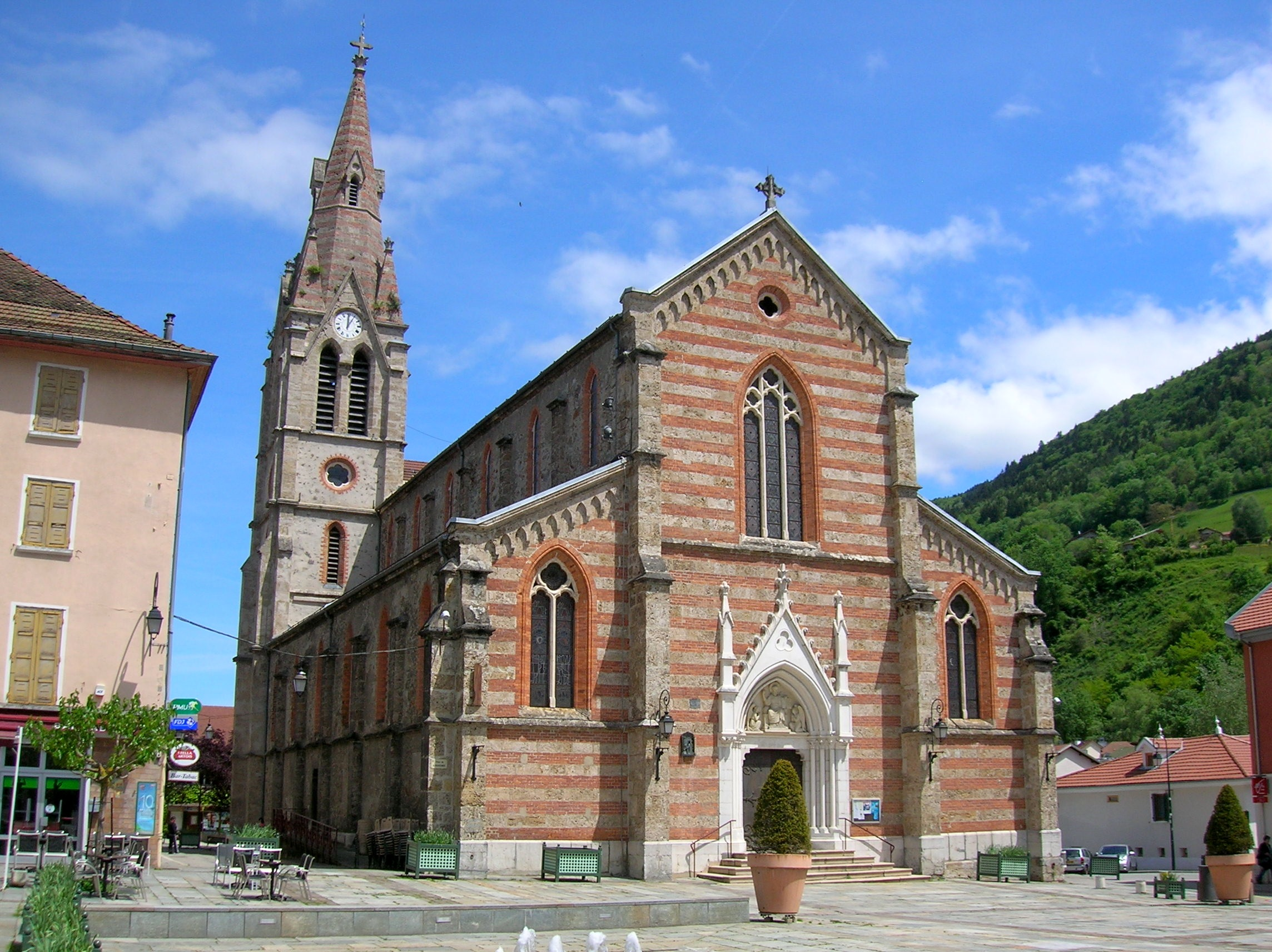
L'église.

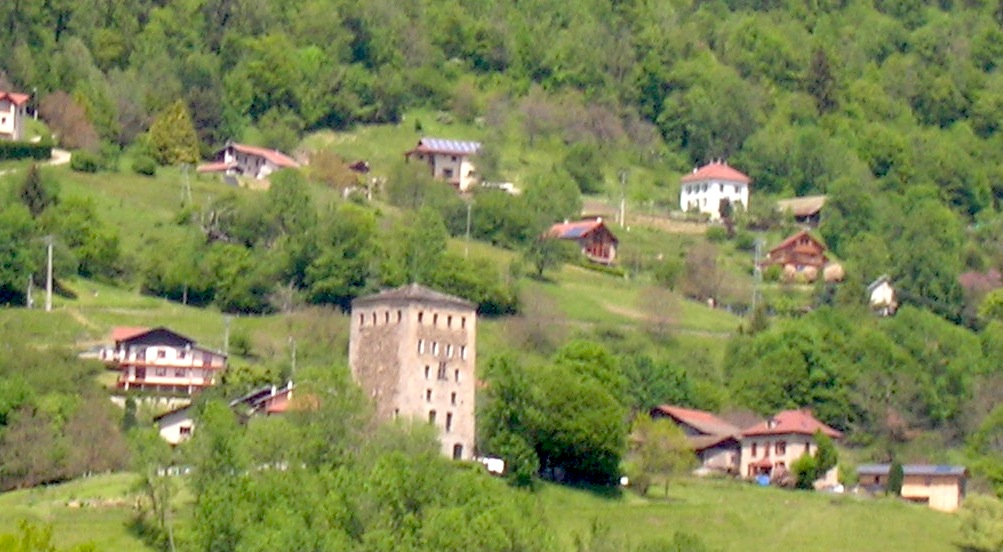
La tour du Treuil.

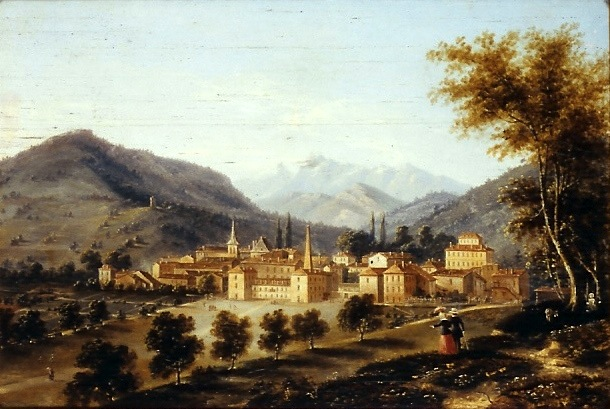
Allevard et ses thermes, tableau de Guesdy (XIXe siècle).

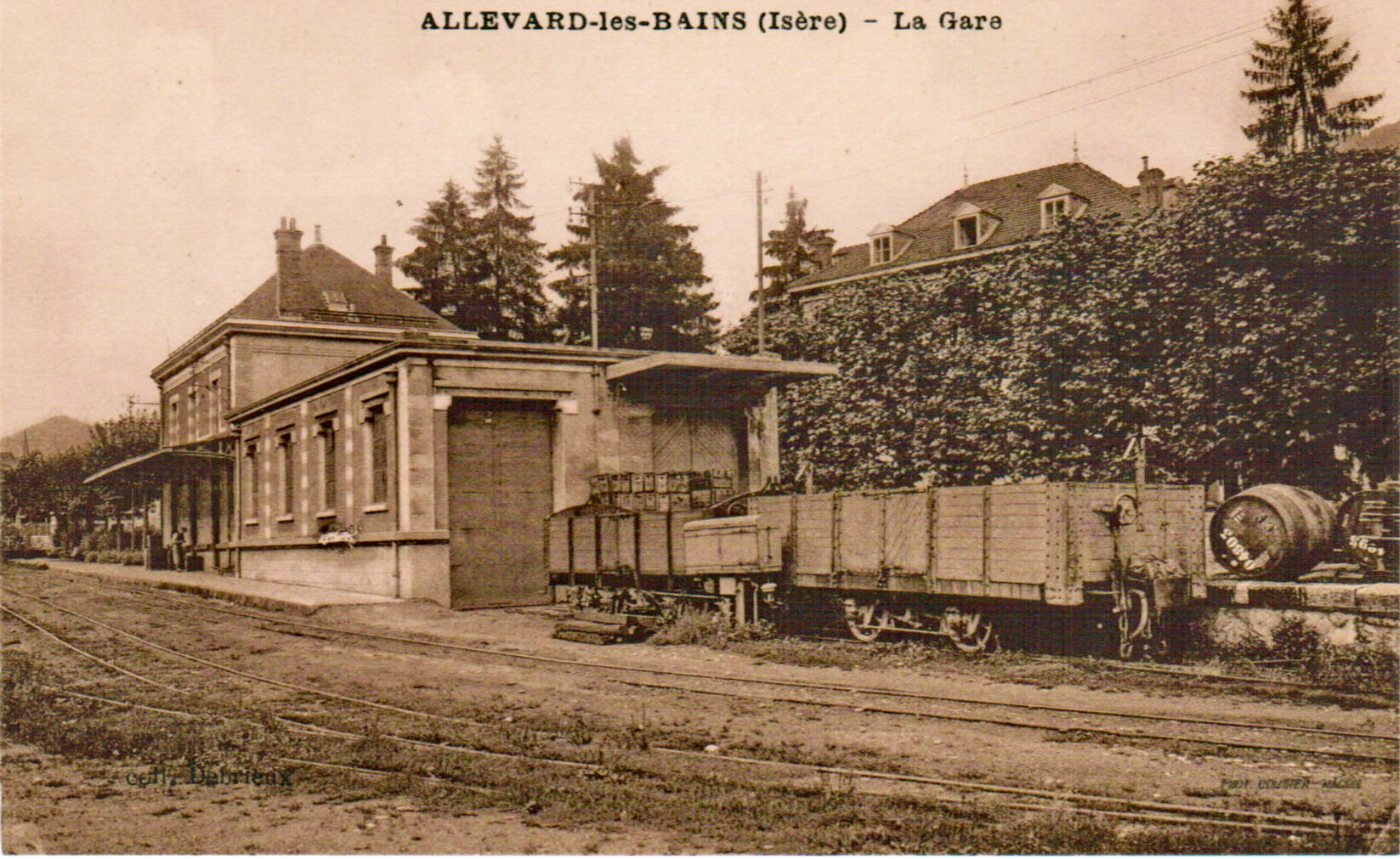
L'ancienne gare du Tramway de Pontcharra.

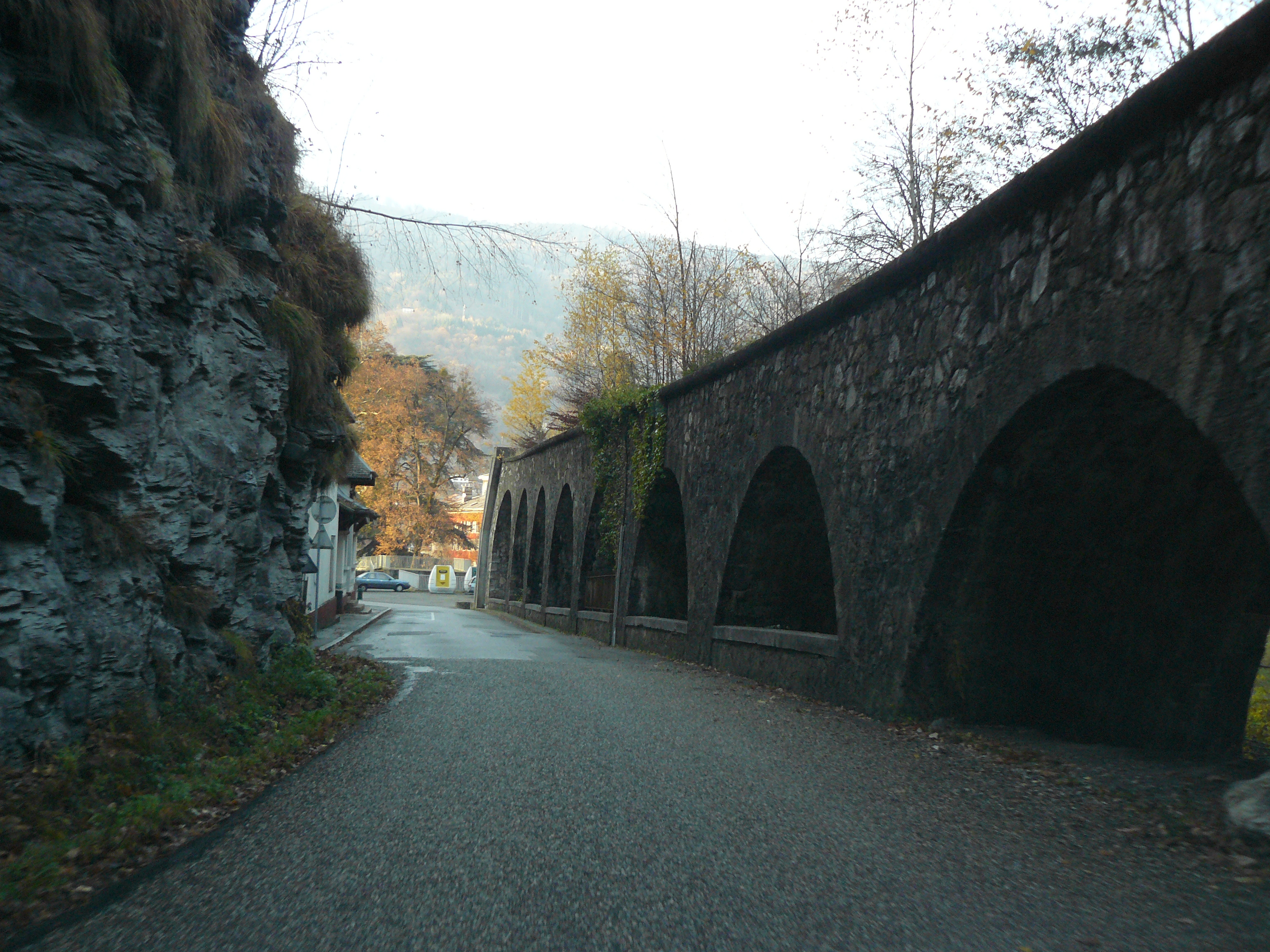
Viaduc du chemin de fer d'Allevard.

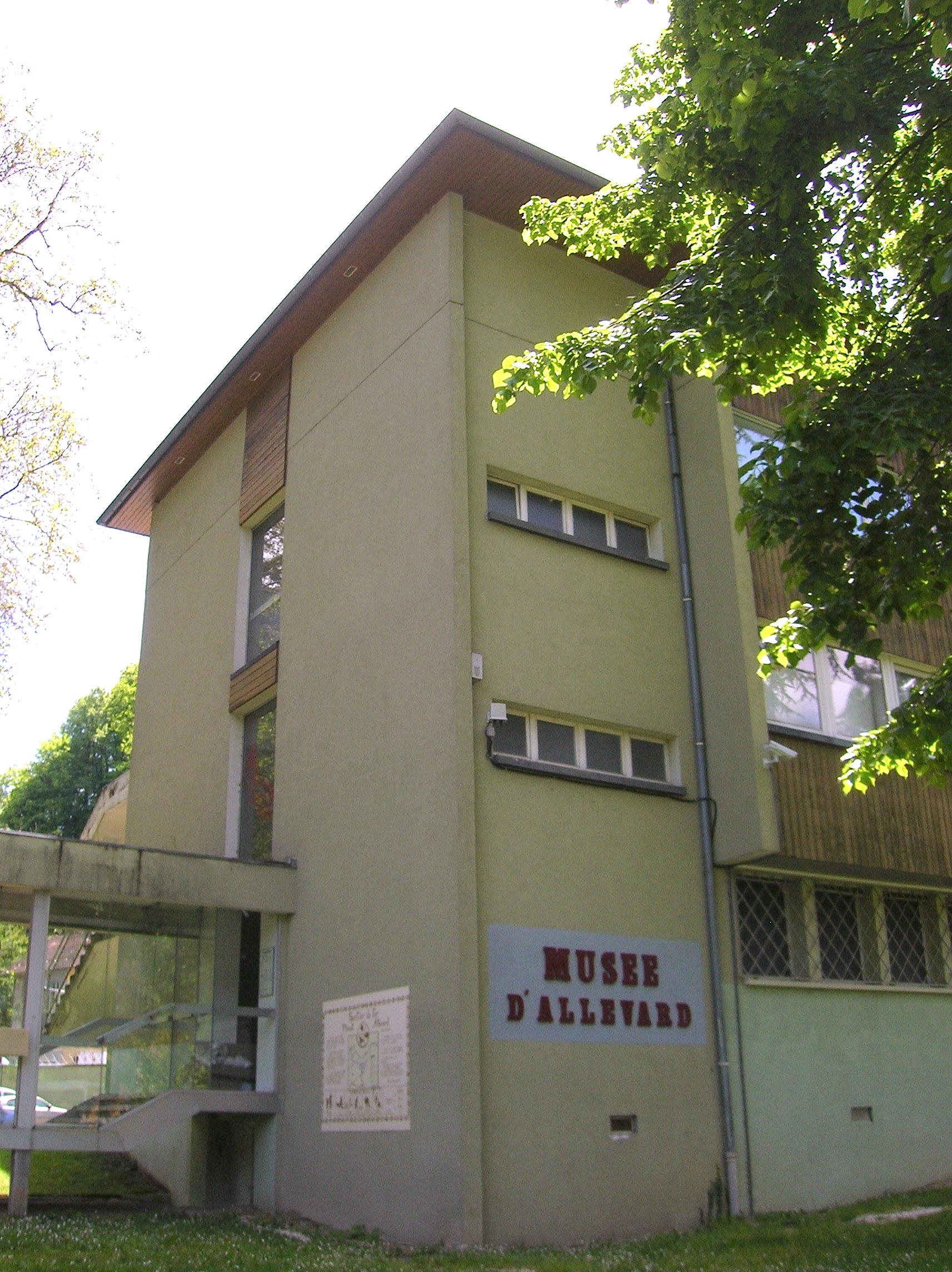
Le musée.

### Lieux et monuments

#### Patrimoine religieux

##### Église Saint-Marcel
Cet édifice religieux du XIXe siècle possède un buffet d'orgue du facteur d'orgues Aristide Cavaillé-Coll. L'autel de saint-Eloi a été réalisé par les forgerons d'Allevard au XIXe siècle. En regardant le porche de l'église, à main gauche, il faut remarquer une très intéressante méridienne verticale, construction néogothique selon les plans de l'architecte savoyard Théodore Fivel.

##### Autres monuments
La Chapelle Saint-Joseph, située à côté du cimetière, est l'objet d'une procession des artisans portant la statue pour la fête de saint Joseph.
Le temple protestant de l'Église réformée de France (protestantisme historique, calviniste, huguenot) fut inauguré le 25 juin 1854.

#### Patrimoine civil
La commune conserve sur son territoire les restes de trois maisons fortes et d'un château fort :
- le château delphinal dit château du Bas Fer, sur l'ancienne motte castrale du XIe siècle[71] ;
- le château de la Bastide (ou Bâtie) d'Arvillard, à l'Ouest d'Allevard ;
- la maison forte de la tour d'Allevard.

La Tour du Treuil, du XIVe siècle, une propriété privée restaurée est le vestige de l'ancien fief de la famille de Barral au XIIIe siècle.
Le château de Barral du XVIIIe siècle, et son parc de séquoia, et de cèdres. Ce château, reconstruit par Paulin de Barral sur une ancienne maison appartenant au notaire Gautier du Replat, dont « les murs durent entendre des propos bien graveleux » (A. Bougy 1838) abritait jusqu'en 1820 une collection de tableaux érotiques « comparable à celle du maréchal de Saxe ». Il avait remplacé l'ancien château Morard de Monts (de style Louis XIII), célèbre pour ses jets et escaliers d'eau. Ce dernier était situé en bordure de l'actuel parc Joseph de Barral. Il est détruit pour être vendu en « matériaux de construction » à la demande de Mgr Claude Mathias de Barral, évêque de Troyes, ruiné par ses prodigalités lors de l'exil du parlement de Paris dans sa ville épiscopale.
Les vestiges des remparts.
Dans le cimetière, un monument funéraire, en forme de chapelle pyramidale est surmontée de la statue de Saint-Étienne, il appartient à la famille de Croüy-Chanel qui se dit descendre des rois de Hongrie de la dynastie arpadienne (transformé en columbarium).
Les thermes et le parc thermal : l'ensemble constitue un exemple unique en France de « grammaire des styles d'établissements balnéaires ». En forme de conque, dominé par l'hôtel Splendid, œuvre de l'architecte parisien Masson (1909) à structure de charpente métallique (Gustave Eiffel), le parc regroupe les thermes Niepce, œuvre de l'architecte normand Jory, à la fin du XIXe siècle, l'ancien casino précédé d'une belle rotonde ornée de modillons en bas-relief (1925), les thermes Chardon bientôt réaffectés, bâtiment ayant le label « Patrimoine du XXe siècle », édifié par l'architecte Jocteur Monrozier (1960) et supervisé par l'architecte Albert Laprade, abritant une fresque de Françoise Boudet (1925-2012), premier Grand Prix de Rome (1950) et lauréate de la Casa de Velazquez (1956), et les thermes Villiot consacrés à la Rhumatologie (1994), œuvre de l'architecte chambérien Roche, décoré de céramiques de Roger Capron.
Une promenade à pied « à travers le lacis des petites rues du centre de la ville » (A. Daudet) donne au touriste l'impression de se trouver à l'intérieur des remparts d'une cité fortifiée. À voir, aux frontons des entrées de certaines maisons, les représentations de masses croisées signalant les anciennes propriétés des forges d'Allevard.

#### Patrimoine industriel

##### Forges
Plus aucun édifice de l'époque moderne n'existe sur la commune d'Allevard. L'usine a déménagé ses dernières productions au Cheylas, dans la vallée de l'Isère, entre 1964 et 1974, mais il reste des vestiges d'anciennes mines sur le sentier du fer pour les exploitations plus anciennes et les restes d'un four à griller à Saint-Pierre-d'Allevard.

##### Scieries
Les nombreuses scieries mues par la force hydraulique ont toutes disparu, cependant il en reste quelques vestiges le long des berges de prises et de canaux. Les martinets ont tous disparu, sauf celui de l'Oursière le canal d'amenée est obstrué, la roue est démontée, mais l'atelier et sa forge sont encore debout. Celui des forges du Bréda (Clérin et Gremen) a été sauvé et remonté, il se trouve  en état de marche au musée des forges et moulins de Pinsot.

##### Chemin de fer
L'ancien viaduc du chemin de fer des forges d'Allevard reliant l'usine des gorges aux mines de Saint-Pierre-d'Allevard et à la gare du Cheylas, est appelé familièrement le Tacot, il a fonctionné jusqu'en 1968 ;
L'ancienne gare du tramway de Pontcharra à la Rochette et Allevard (PLA). Terminus d'une ligne à voie étroite, entre Isère et Savoie, envisagée, avec la route, dès l'annexion de la Savoie (1861) elle fut mise en service très tardivement (1901) et abandonnée un demi-siècle plus tard.

### Espaces verts et fleurissement
En mars 2017, la commune confirme le niveau « deux fleurs » au concours des villes et villages fleuris, ce label récompense le fleurissement de la commune au titre de l'année 2016.
Le plan d'eau de la Mirande est une aire de loisirs avec plage gazonnée.
La forêt de Saint-Hugon domine le territoire communal, en limite du département de la Savoie.

### Patrimoine culturel
- Le musée d'Allevard, labellisé musée de France, est en cours de déménagement de la maison des Forges à l'ancien casino, dans le parc des Thermes[74]. Sa réouverture est prévue en juin 2023[75].
- Le centre culturel La Pléiade : 2 000 places debout ou 1 200 places assises. Salle Joseph-Casserra de 1 200 m2 (configurations sportives et culturelles) ; salle L'Atelier de 300 m2 (salle de danse, de réunion et de spectacle)[76].
- Le cinéma Bel'donne, place de Verdun est un cinéma d'art et d'essai.
- L'office de tourisme.

### Personnalités liées à la commune

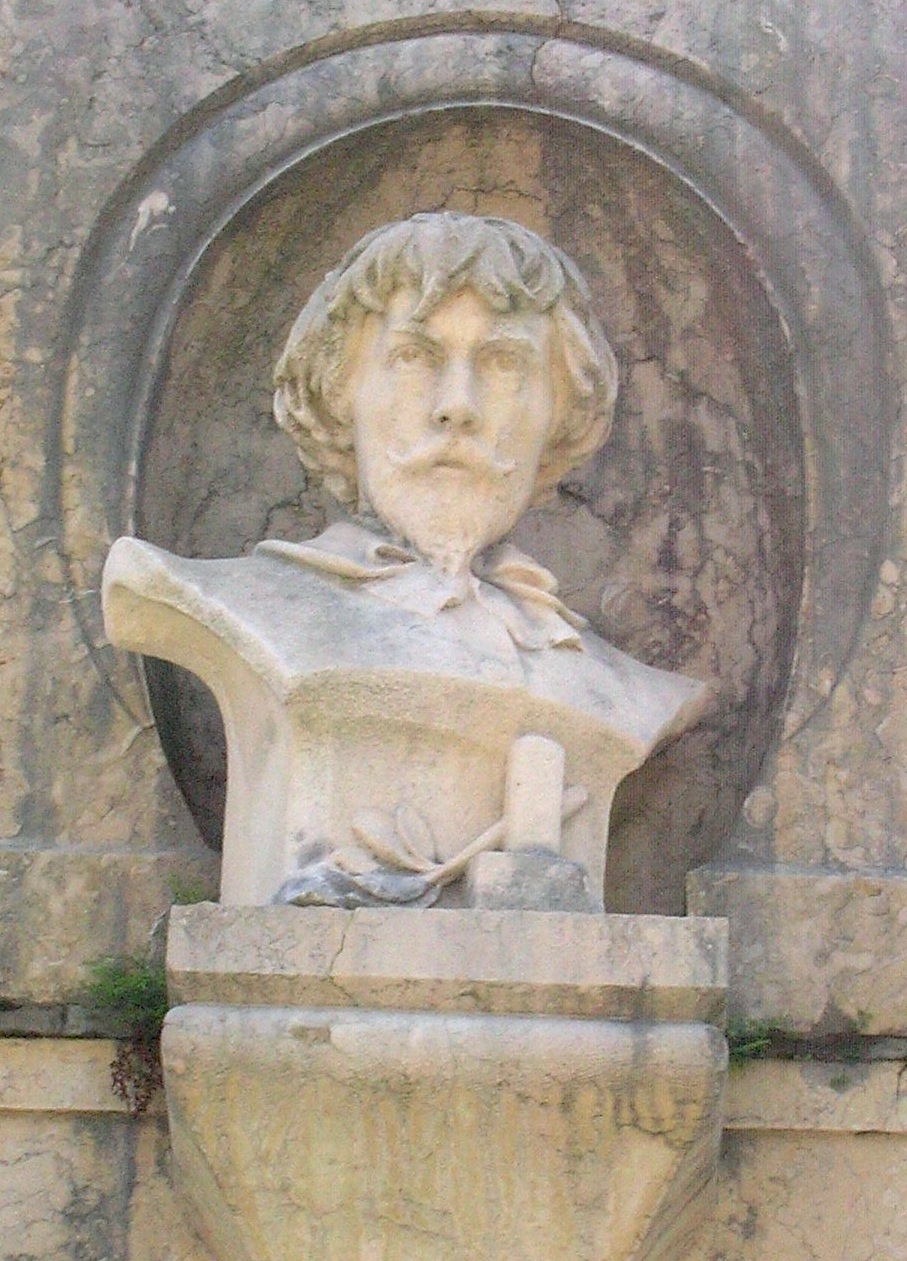
Buste du sculpteur Pierre Rambaud, détail du monument sur la place.

- Paulin de Barral, libertin ayant servi de modèle au personnage de Valmont dans les Liaisons dangereuses de son cousin Choderlos de Laclos.
- Jean Guerre-Dumollard (né à Allevard en 1761 et mort à Lyon en 1845) est un homme de loi et historien de la Révolution à Lyon.
- Achille Chaper (1795-1874), administrateur des forges d'Allevard.
- Lily Fayol, artiste de variétés, chanteuse, est née à Allevard le 12 juin 1914[77].
- Pierre Rambaud, sculpteur et peintre.
- Jean Béranger, mari de Christine Goitschel, originaire du hameau du Montouvrard, et ancien entraineur de l'équipe de France.
- Étienne Albrieux, peintre[78].

### Héraldique
| Blason de Allevard | Blason  | De gueules à trois bandes d'argent, au chef de même chargé de trois cloches d'azur et bataillées d'or. |
| Blason de Allevard | Détails | Le blason d'Allevard est issu des armes de François de Barral, maître de forges, seigneur du pays au XVIIe siècle. Elles proviennent de la famille de Chambarran, gentilshommes-verriers, tombée en quenouille dans les Barral. Les cloches feraient référence aux trois paroisses qui étaient sous sa juridiction. Les Barral "anciens", seigneurs de la Tour du Treuil, portaient "D'or à trois barraux (barils) de sable". Le statut officiel du blason reste à déterminer. |

### Allevard dans les arts

#### Allevard au cinéma
- 1996 : Fallait pas ! de Gérard Jugnot.

## Pour approfondir